# Tygr
Tygr (Panthera tigris) je velká kočkovitá šelma žijící v Asii. Ze současných kočkovitých šelem je největší a díky charakteristickým tmavým pruhům na zlatožluté či rudohnědé srsti nezaměnitelný. Někteří tygři běžně dosahují délky trupu přes 2 m, délka ocasu bývá až 90 cm a hmotnost samců mnohdy více než 200 kg; samice jsou výrazně menší, dosahují hmotnosti maximálně kolem 130 kg. Díky těmto parametrům je tygr po ledním a hnědém medvědovi třetím největším suchozemským predátorem.
Tygři jsou obvykle samotáři. Jejich hlavní kořistí jsou velcí sudokopytníci. Obývají různé biotopy od tropických lesů přes stepi a mokřady až k severským tundrám. Původně areál rozšíření sahal od Kavkazu a východního Turecka do středoasijských stepí, od indického subkontinentu přes Zadní Indii a východní Čínu na ruský dálný východ. Areál také zahrnoval indonéské ostrovy Sumatra, Jáva a Bali. Dnes tygr obývá pouze malé zbytky původního areálu. Podle odhadů v současnosti žije v divočině 3 000 až 5 000 tygrů, většinou v národních parcích či rezervacích. Tygr je klasifikován IUCN jako ohrožený druh.

## Etymologie
Slovo „tygr“ je odvozeno z latinského tigris, což je zase odvozenina řeckého τίγρις (tígris). Prapůvod slova je však orientální, pravděpodobně íránský. Může zde být příbuznost s avestánským tigri- (šíp) a staroperským tigra- (špička), případně staroindickým teĵate (je ostrý). Indoíránská slova se vykládají jako domácí odvozenina z pra-indoevropského kořene (s)tieg- (píchat, být ostrý).

## Taxonomie

### Evoluce
Tygr patří mezi velké kočky. Kvůli nedostatku fosilních nálezů je však rekonstrukce evolučního vývoje tygra v rámci rodu Panthera relativně obtížná.
Rod Panthera má svůj původ pravděpodobně v Asii, co se však týče přesnějšího určení, vědci zatím tápou v temnotě. Morfologické a genetické výzkumy ukazují, že tygr je bazální sesterskou skupinou k ostatním žijícím druhům rodu Panthera (lev, jaguár, levhart, irbis). Nejstarší fosilní nálezy velké kočky podobné tygrovi pochází z Číny a byly popsány jako Panthera palaeosinensis. Tato kočka žila na počátku pleistocénu (zhruba před 2 miliony let) a byla menší než dnešní tygr. První pravé tygří fosilie pochází z Jávy a jsou datované do doby zhruba před 1,6 až 1,8 milionu let. Z raného a středního pleistocénu jsou známy četné nálezy z Číny, Sumatry a Jávy. Do Indie, na Altaj, do severních oblastí Ruska a dalších částí Asie tygr pronikl podle fosilních nálezů až v pozdním pleistocénu. Fosilními nálezy je doložen i výskyt tygra v Beringii, nikoli však až na území dnešní Severní Ameriky. Tygr se prokazatelně vyskytoval i na ostrově Sachalin. Tito tygři však zřejmě nedosahovali plné velikosti současného tygra ussurijského. Nalezené kostry prehistorických tygrů z Jávy jsou v průměru o něco menší než u jejich současníků z pevniny, i když jsou známy větší exempláře, velikostí odpovídající dnešnímu tygru indickému. Lze tedy pravděpodobně rozlišit dva prehistorické druhy, Panthera tigris acutidens z pevniny a Panthera tigris trinilensis z Jávy. V Japonsku prokazují kosterní nálezy přítomnost tygra v pozdním pleistocénu. Ještě začátkem holocénu (před 10 000 lety) se tygr vyskytoval na Borneu.
Původ tygra lze tedy hledat v jihovýchodní Asii. Z jihovýchodní Asie se tygr postupně šířil na sever, západ a jih, kde se oddělil sunský poddruh P. t. sondaica. Do okolí Kaspického moře pronikl zřejmě až v holocénu.
Prehistorický výskyt tygra byl prokázán i na filipínském ostrově Palawan. Je možné, že odtud a ze sousedního Bornea tygři vymizeli zhruba před 5 000 lety, když zde, pravděpodobně pod tlakem člověka, došlo k výraznému poklesu stavů jelení zvěře.
Dlouho se předpokládalo, že na Srí Lance tygři nikdy nežili. Nové nálezy však ukazují, že zhruba před 20 000 lety tygr pravděpodobně pronikl i sem. Je prokázáno, že zde žil zhruba od doby před 37 000 lety lev (Panthera leo sinhaleyus). Během posledního maximálního zalednění zhruba před 20 000 lety poklesla hladina moře natolik, že odkryla pevninský most mezi ostrovem a indickým subkontinentem. Tygr se tedy mohl v této době dostat na ostrov. Dnes ovšem na Srí Lance lvi ani tygři nežijí.

### Poddruhy

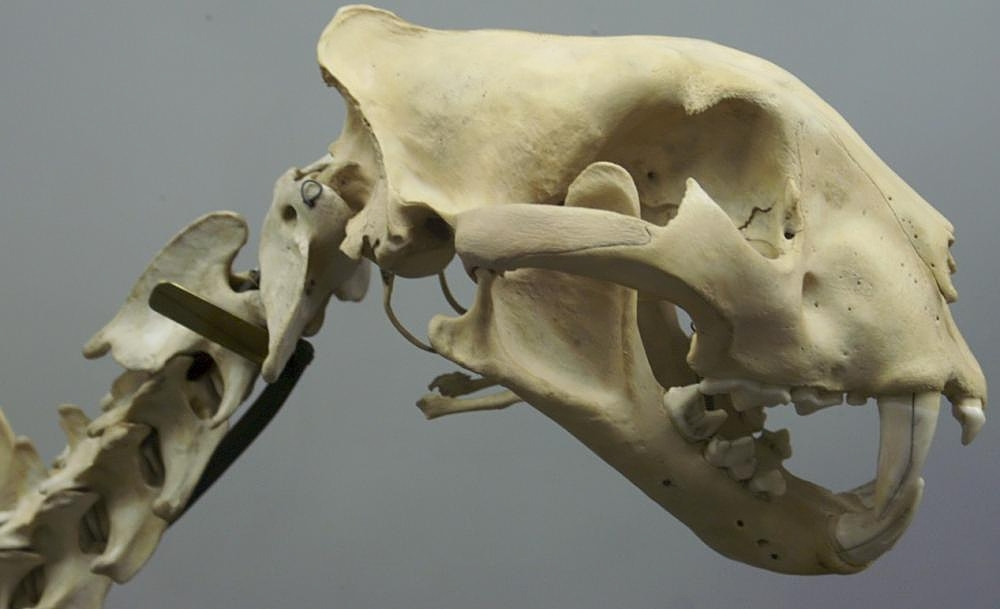
Tygří lebka

Tradičně bylo rozlišováno 9 poddruhů tygra (z toho tři vyhynulé). Rozdíly mezi domnělými poddruhy obývajícími asijskou pevninu jsou relativně malé, zato existují značné odlišnosti od ostrovních poddruhů, jež byly separovány od kontinentu zhruba před 6 000 až 12 000 lety, když na konci poslední doby ledové stoupla hladina moře a spojení s kontinentem bylo zatopeno Malackým průlivem. Na základě toho se začaly v 10. letech 21. století rozlišovat pouze dva tygří poddruhy – pevninský Panthera tigris tigris a sundský Panthera tigris sondaica. Ovšem např. studie Liu & kol. opětovně doporučila dělení na větší množství poddruhů. Níže je uveden seznam všech devíti poddruhů, včetně tří vyhubených: 
- Tygr ussurijský, též tygr sibiřský, tygr amurský, tygr korejský, tygr mandžuský či tygr severočínský (P. t. altaica); jeden ze dvou největších tradičních poddruhů tygra byl kdysi rozšířen v rozsáhlých oblastech východní Sibiře, Mandžuska a Koreje. Srst je světlejší, dlouhá a hustá.[11] Kvůli masivnímu pronásledování byla populace v polovině 20. století zredukována na sotva 30 jedinců žijících v pohraničních oblastech na rusko-čínské a čínsko-korejské hranici. Díky záchranným programům se však naštěstí podařilo zvýšit stav populace tygra ussurijského na současných zhruba 350 až 400 divoce žijících jedinců. Je však stále považován za velmi ohrožený.[12]
- Tygr čínský (P. t. amoyensis); velikostně středně velká populace, o něco menší než tygr indický čí tygr indočínský. Barva srsti je intenzivnější, podíl bílé menší. Pruhy jsou většinou velmi tmavé a poměrně daleko od sebe. Dříve se tento vyskytoval v rozsáhlých oblastech Číny od 38. až 40. rovnoběžky na severu až k severním hranicím provincií Jün-nan, Kuang-si a Kuang-tung na jihu.[13] Dnes je tato populace ve volné přírodě velmi pravděpodobně vyhynulá, ačkoliv existuje malá šance, že stále přežívá několik exemplářů v horách provincie Kuang-tung. Tato zbytková populace, pokud vůbec existuje, má ovšem velmi nízké šance na přežití (inbreeding a další faktory). Chovné programy zahrnující tygry ze zoologických zahrad byly spuštěny poměrně pozdě a omezují se téměř výhradně na čínské zoo. Populace tygrů čínských v zoologických zahradách nicméně mezi roky 2005 a 2007 vzrostla z 57 na 72 jedinců. Nadace Save Chinas Tigers vychovává tygry čínské mimo Čínu v soukromé jihoafrické rezervaci. Tygři zde získávají lovecké návyky a další zkušenosti potřebné pro přežití v divočině. Do budoucna se plánuje znovuvysazování v oblastech původního výskytu v Číně.[14]
- Tygr indický, též tygr bengálský či tygr královský (P. t. tigris); s tygrem ussurijským se řadí k největším tygrům. Barva srsti je proměnlivá, většinou je však srst tmavší než u tygra ussurijského a světlejší než u tygrů z jihovýchodní Asie. Pruhy jsou obvykle velmi tmavé. Původně byl rozšířen od údolí Indu v Pákistánu na západě přes celý indický subkontinent až do severozápadní Barmy na východě.[15] Přitom v rámci populace existuje jistá genetická variabilita, především tygři žijící v severních oblastech výskytu se liší od ostatních indických tygrů. Tygři v západních oblastech výskytu vykazují naopak značnou vzájemnou genetickou příbuznost. Například jedinci z národního parku Sariska, kde tygr v roce 2004 vyhynul, byli geneticky velmi blízcí tygrům z nedalekého národního parku Ranthambore. Tygři z Ranthambore jsou tedy ideálními kandidáty pro možné budoucí znovuvysazení v Sarisce.[16] Dnes se tygr indický vyskytuje v izolovaných oblastech Indie, Bangladéše, Bhútánu, Nepálu a západní Barmy. Počet divoce žijících jedinců je odhadován na 2 500, z toho podstatná část, zhruba 1 400, žije v Indii (odhad z roku 2008). Výrazný rozdíl proti podstatně vyšším počtům udávaným po dřívějším sčítání v letech 2001-2002 je důsledkem odlišných metod sčítání, obě čísla tedy nelze přímo srovnat. Pozdější součty jsou však považovány za věrohodnější.[17] Tygr indický je klasifikován jako ohrožený, nicméně jeho situace je lepší než u ostatních tradičních poddruhů. Ochranářské organizace však stále nepřestávají varovat před nebezpečím vyhynutí tygra v Indii a okolních státech. Jedním z důvodů je to, že i přes přísný mezinárodní zákaz kriminální organizace stále provozují rozsáhlý černý trh s tygřími kůžemi.
- Tygr indočínský, též tygr Corbettův (P. t. corbetti); o něco menší, než tygr indický. Základní barva srsti je tmavší, pruhy jsou většinou velmi tmavé, často přecházejí do skvrn. Poddruh byl původně rozšířen v jihovýchodní Asii od jižních čínských provincií Jün-nan, Kuang-si a Kuang-tung na severu k Malajskému poloostrovu na jihu.[18] Současná divoká populace je odhadována na zhruba 350 jedinců žijících v Kambodži, Thajsku, Laosu, Barmě, a v malém počtu i ve Vietnamu. Populace na Malajském poloostrově byly odnedávna oddělovány do samostatného poddruhu se jménem tygr malajský.[6]
- Tygr malajský (P. t. jacksoni); zahrnuje tygří populaci na Malajském poloostrově. Stejně jako tygr indočínský je silně ohrožený. Někteří vědci jej dříve nerozlišovali a klasifikovali tyto tygry jako tygry indočínské.[19] Na severní hranici výskytu malajského tygra dochází také k plynulému prolínání s nejjižnějšími oblastmi výskytu tygra indočínského. Na Malajském poloostrově žije podle nejnovějších odhadů IUCN zhruba 250 tygrů.[20]
- † Tygr kaspický, též tygr turanský či tygr perský (P. t. virgata); vyhynulá populace, která se od tygra ussurijského lišil především početnějšími, užšími černými pruhy. Pruhy byly obvykle velmi světlé, srst poměrně dlouhá. Oblast výskytu se rozkládala od Anatolie na západě přes Írán a střední Asii až do Mongolska.[21] Ve velkých oblastech svého areálu byl tygr kaspický vyhuben již před staletími. Poslední kaspičtí tygři se udrželi do 70. let 20. století v jihozápadní Asii. V současnosti je tygr kaspický vyhuben ve volné přírodě i v zajetí. Geneticky totožný s tygrem ussurijským.[22]

- Tygr sumaterský (P. t. sumatrae); poměrně malý, kontrastně zbarvený. Pruhy často přecházejí do skvrn. Tygr sumaterský je nejmenší z žijících poddruhů. Nápadné jsou mohutné licousy samců.[23] Je to jediný ostrovní tygr, který přežil do dnešních dnů. Podle odhadů přežívá asi 400 jedinců v odlehlých oblastech Sumatry. IUCN ho klasifikuje jako kriticky ohrožený.
- † Tygr jávský (P. t. sondaica); velikostí srovnatelný s tygrem sumaterským, podobně tmavě zbarvený. Pruhy velmi úzké a hojné.[24] Původně rozšířen na ostrově Jáva. Naposledy byl prokazatelně spatřen v 70. letech 20. století, dnes je považován za vyhynulého.[25]
- † Tygr balijský (P. t. balica); nejmenší z tradičních poddruhů. Ještě tmavěji zbarvený než tygři sumaterští a většina tygrů jávských. Pruhy široké, spíše podobné pruhům tygra sumaterského než tygra jávského. Častý výskyt pásů tmavších skvrn mezi pruhy.[26] Endemit z ostrova Bali byl kvůli intenzivnímu lovu vyhuben již ve 40. letech 20. století.

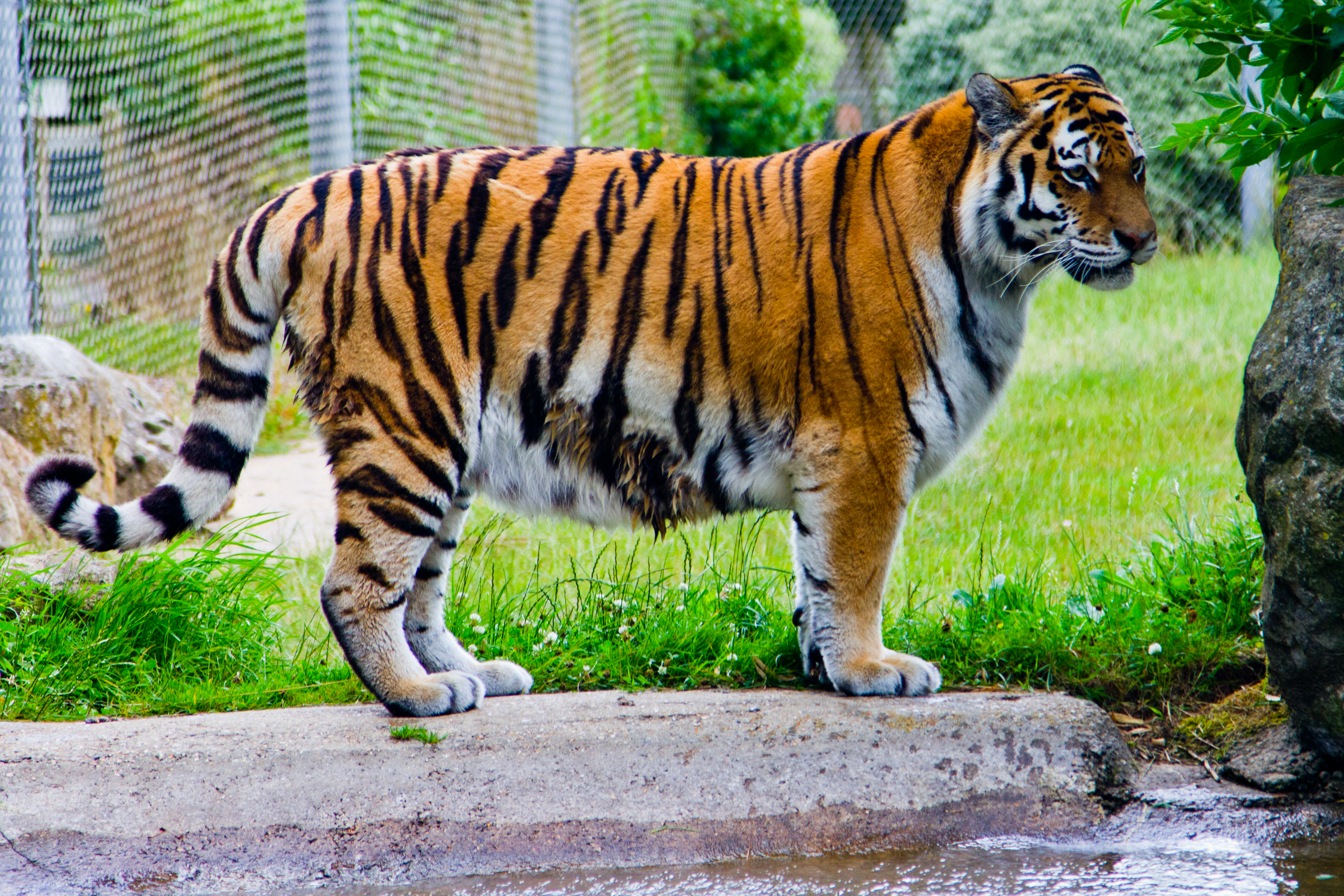
Tygr ussurijský
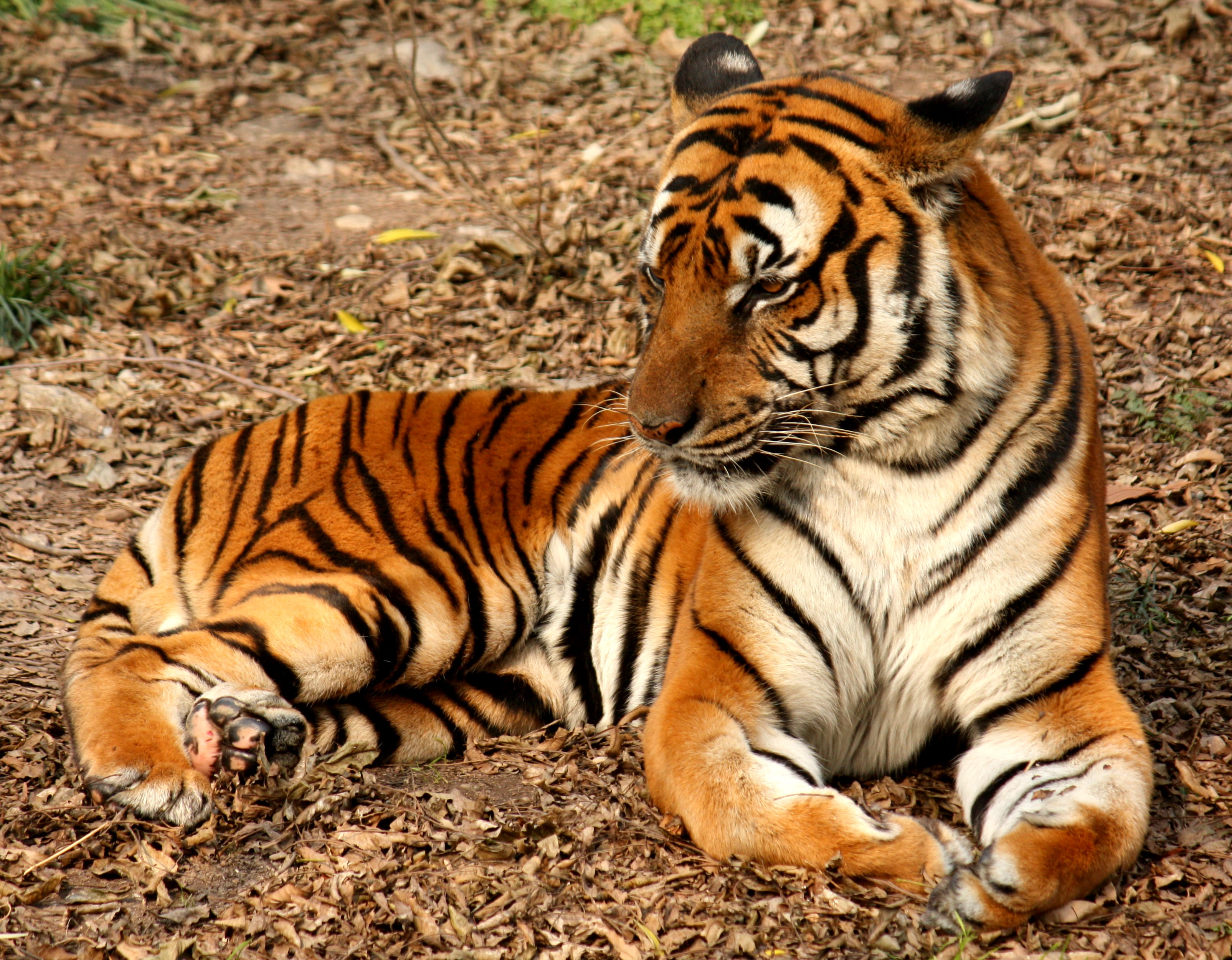
Tygr čínský
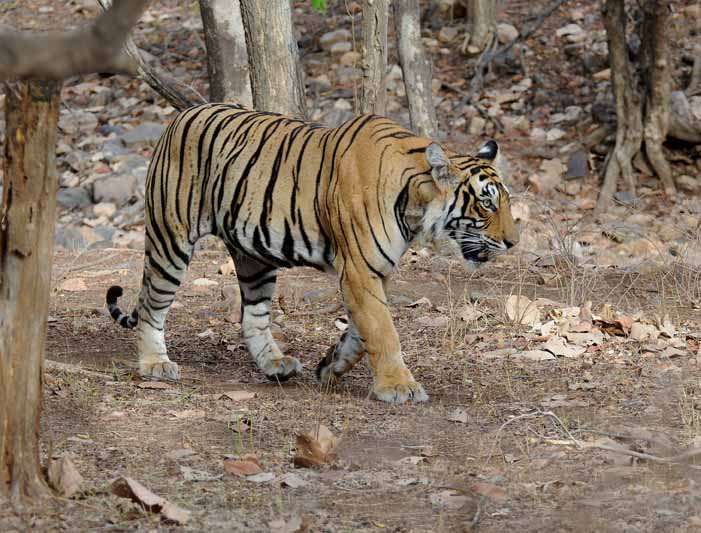
Tygr indický
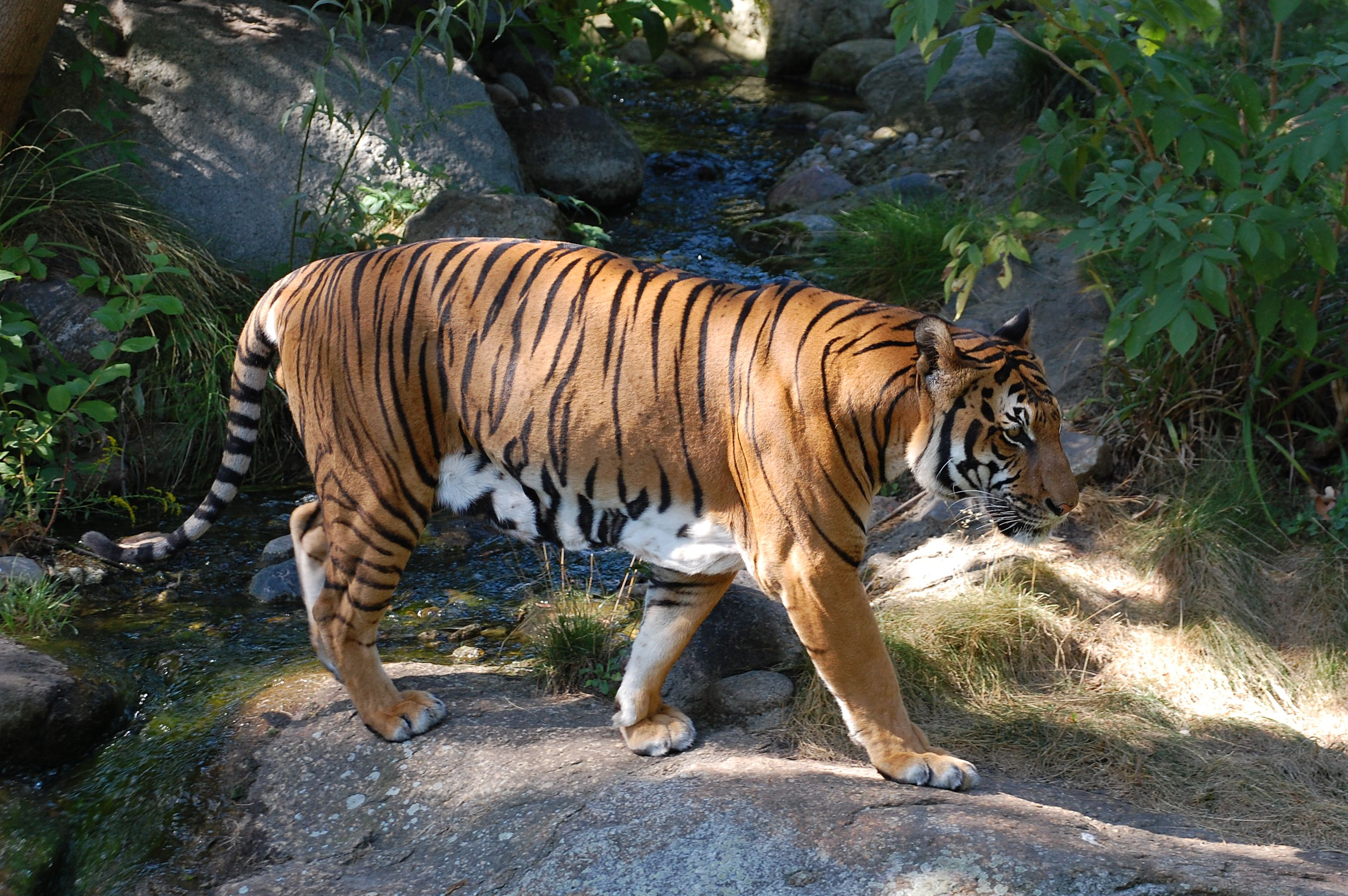
Tygr indočínský
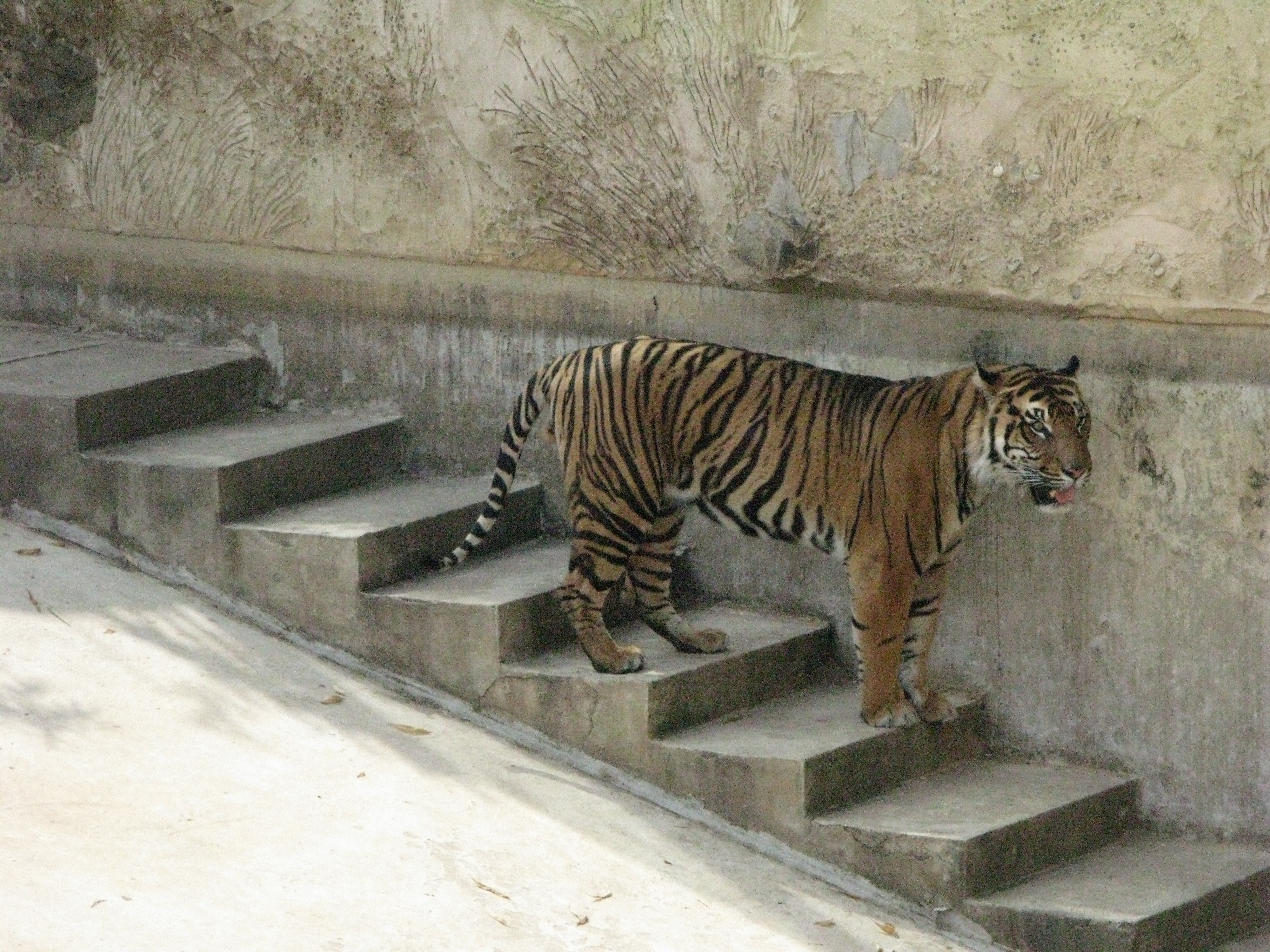
Tygr malajský
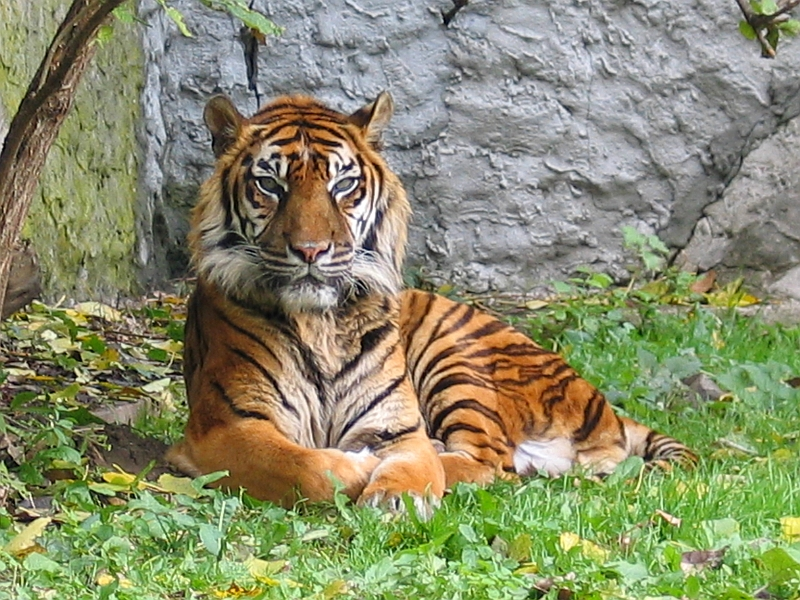
Tygr sumaterský
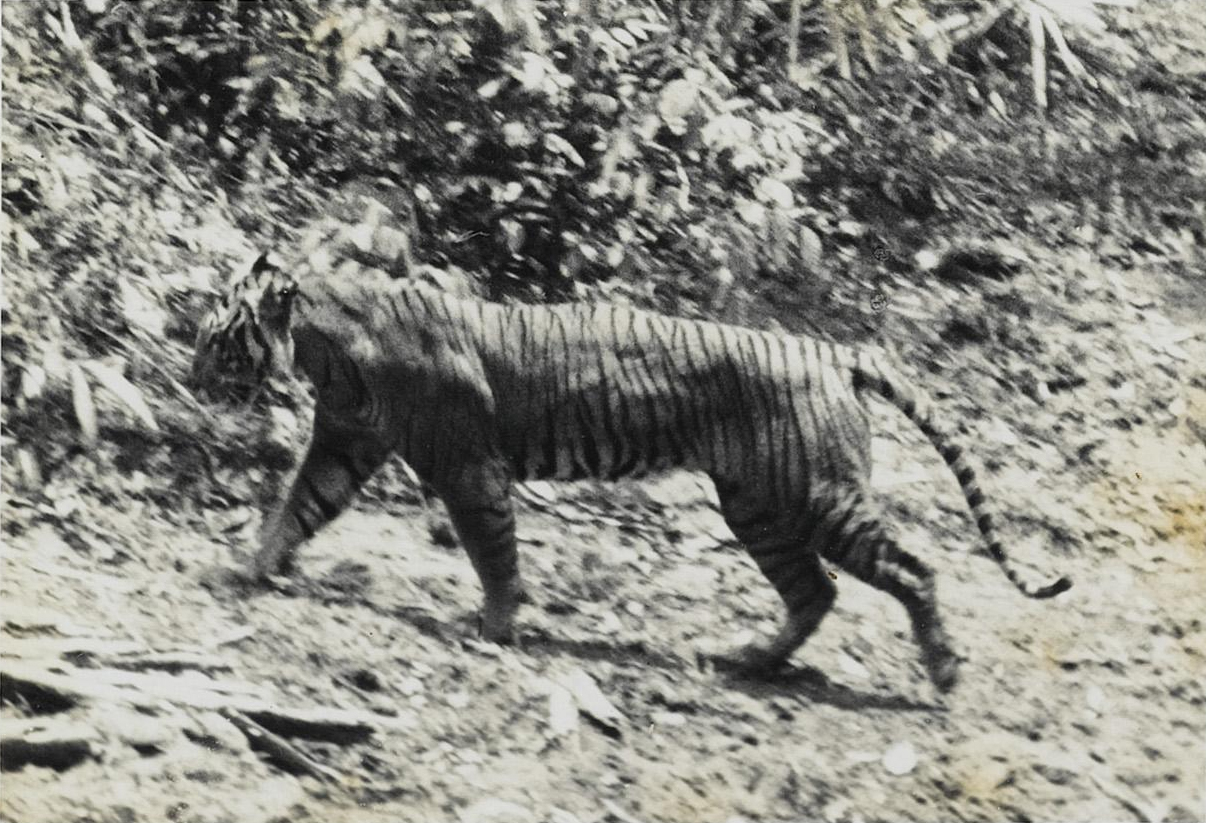
Tygr jávský
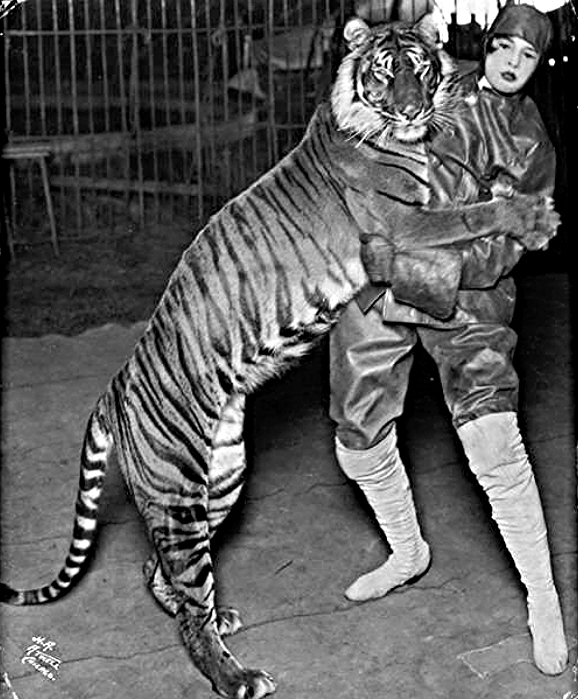
Tygr balijský
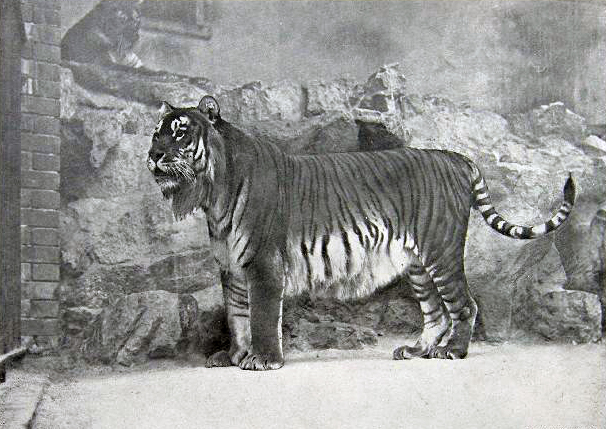
Tygr kaspický

### Křížení

#### Kříženci mezi tygry a jinými velkými kočkami

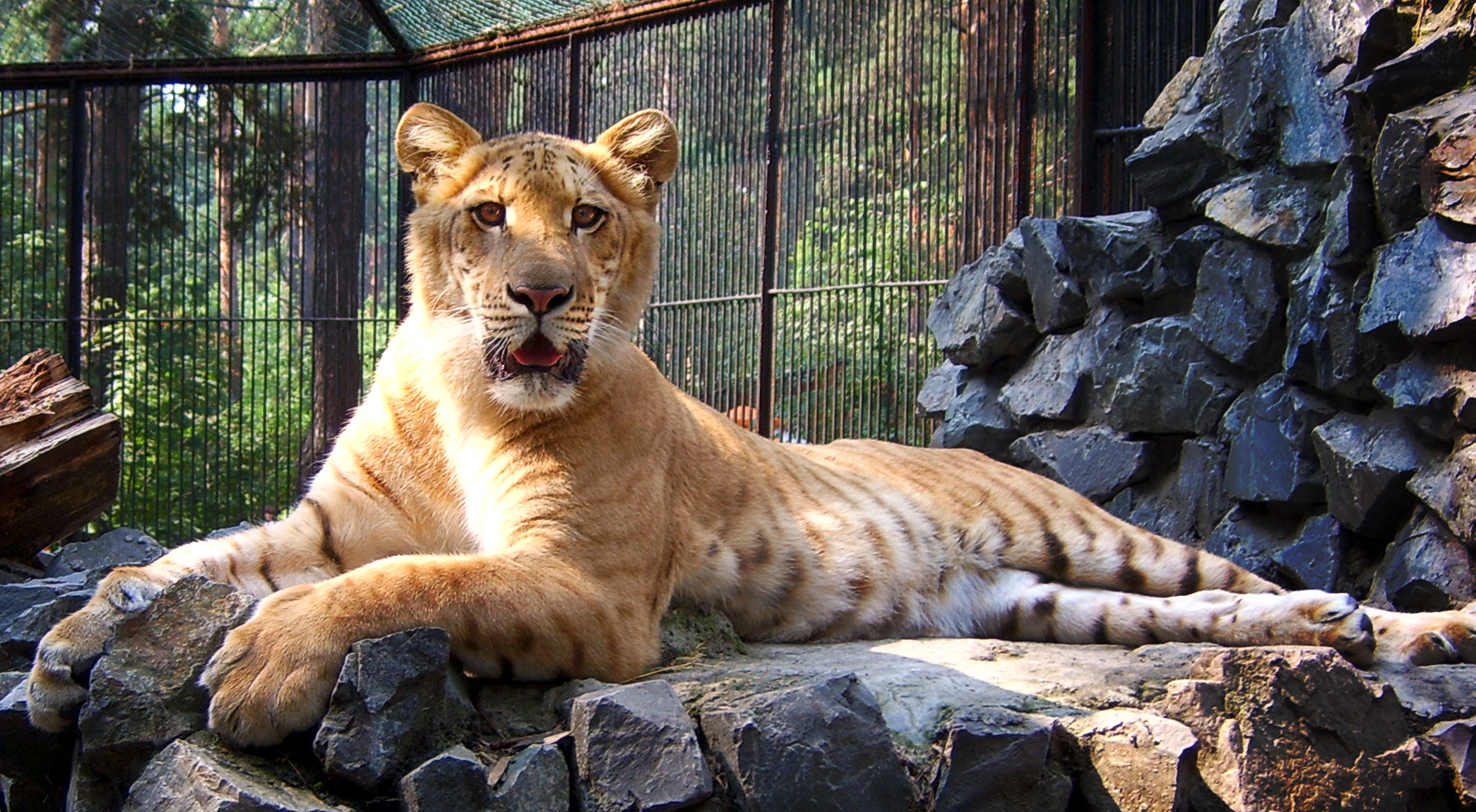
Liger

V historii docházelo ve zvěřincích, zoologických zahradách i cirkusech opakovaně, někdy náhodně, někdy cíleně, ke zkřížení tygra s jinou velkou kočkou. Nejobvyklejší je zkřížení se lvem. Vzhled koťat z takového spojení závisí do značné míry na kombinaci rodičů. Kříženec samce lva s tygřicí se nazývá liger, je-li otcem tygr a matkou lvice, potomek se nazývá tigon. Velikost a zbarvení kříženců jsou velmi proměnlivé. Obvykle jsou zastoupeny základní znaky obou druhů.
Liger má světlou základní barvu srsti, podobnou lvu, navíc ale světlé, na koncích zhusta do skvrn se rozpadající pruhy. Tigon se lvu podobá více než liger. Samci mají i hřívu, ne však tak dlouhou a mohutnou jako samci lva. Kříženci bývají velmi mohutní, nezřídka větší než rodiče. To je připisováno efektu heteroze. Samci kříženců jsou obvykle neplodní, samice si však rozmnožovací schopnost uchovávají. Je například zdokumentován případ úspěšného spáření samice ligera se lvem z roku 1943.
Existují také zprávy o křížení tygra s levhartem. Většinou jsou však nepodložené, je zdokumentován pouze jediný případ takového spáření a koťata zahynula ještě v rané fázi embryonálního vývoje.

#### Kříženci v rámci druhu
V zajetí docházelo i ke křížení mezi tygry různých poddruhů. Podle studie v Current Biology z roku 2008 však vykazovalo 49 ze 105 testovaných tygrů z pěti různých poddruhů znaky DNA odpovídající přesně některému poddruhu, nešlo tedy o hybridy. Podle vědců je tedy dobrá šance na udržení čistých linií poddruhů alespoň v zajetí, kdyby se situace v přírodě, parcích a rezervacích stala neudržitelnou. Po taxonomické revizi tygřích poddruhů z roku 2017 je tygří druh tvořen pouze dvěma poddruhy, otázky čistých linií a hybridizace tradičních poddruhů částečně ztrácí význam.

## Charakteristiky

### Srst a její zbarvení

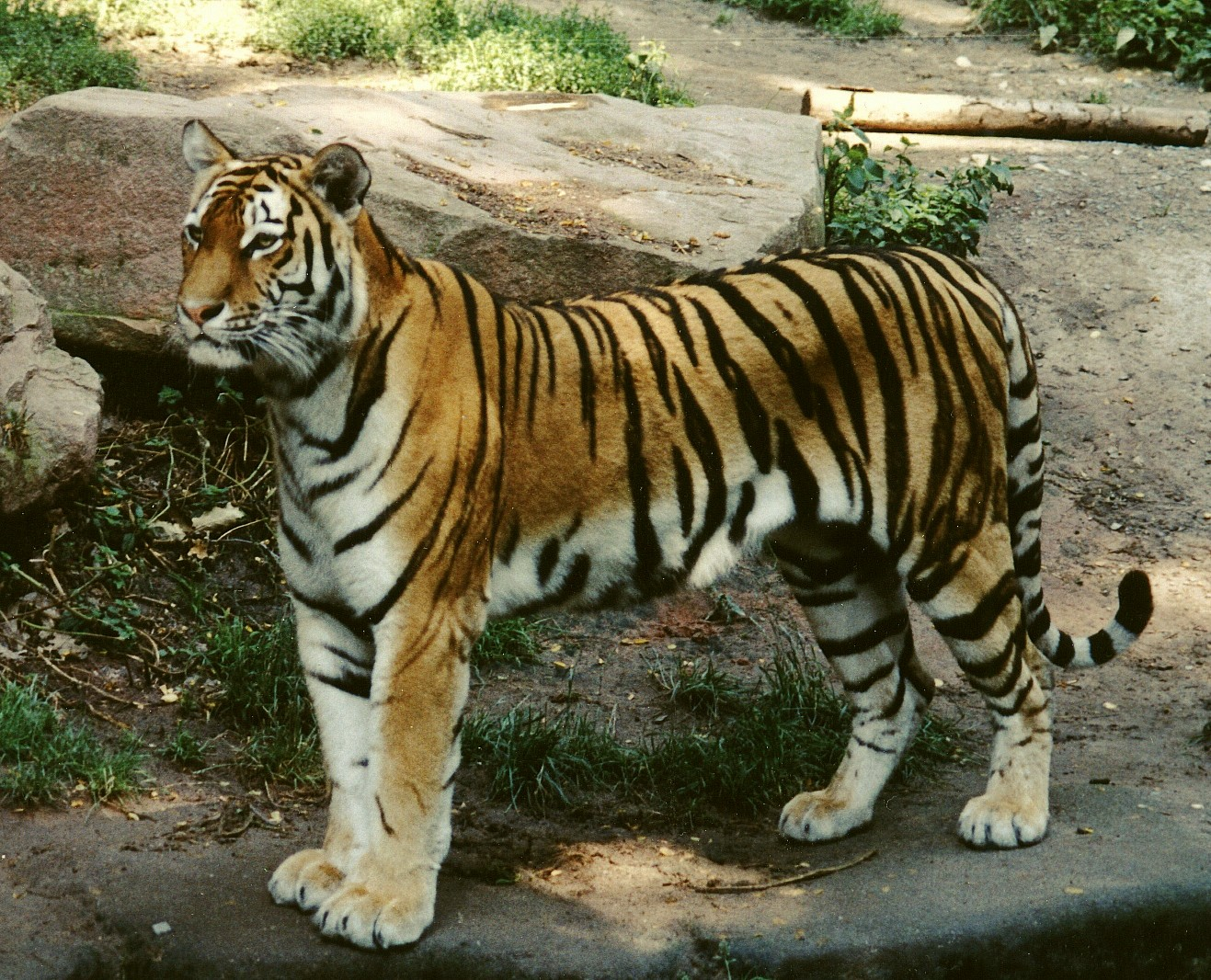
Ussurijská tygřice s letní srstí

Základní barva srsti na horní straně hlavy, hřbetě, bocích, ocase a vnější straně končetin se podle poddruhu liší, od zlatožluté k červenooranžové. Srst na břiše, hrudi, spodní části hlavy a vnitřní straně končetin je bílá či světle béžová. Vnější strana ucha je černá s nápadnou bílou skvrnou. Tmavé svislé pruhy se táhnou od hlavy přes celé tělo až ke špičce ocasu. Na končetinách jsou pruhy vodorovné. Nejsvětlejší pruhy mají tygři ussurijští. Světlejší pruhy má i tygr indický, především severněji žijící jedinci. Nejtmavší pruhy mají tygři z Indonésie a Malajského poloostrova. Někde mezi tím je tmavost pruhů tygra čínského a vyhynulého tygra kaspického. Na jihu žijící tygři mají velmi tmavé, poměrně široké pruhy, které se na koncích rozpadají do tmavých skvrn. U severních tygrů není tento jev obvyklý. Nos tygra je růžový, s přibývajícím stářím se však na něm mohou objevovat černé flíčky.
Ocas je u většiny poddruhů poměrně krátký, u tygra ussurijského díky chladnému klimatu více huňatý s delšími chlupy. Délka letní srsti tygra indického je od 8 do 15 mm, u chlupů na břiše od 20 do 30 mm. V zimě se pak délka srsti na hřbetě pohybuje od 15 do 17 mm, na břiše od 25 do 40 mm. Srst tygra ussurijského v zimním období dosahuje délky 25 až 40 mm na hřbetě a 70 až 105 mm na břiše. Srst na hřbetě tygra sumaterského nepřesahuje délku 10 až 15 mm. Samci tohoto poddruhu jsou však nápadní delší srstí na zátylku a mohutnými licousy.

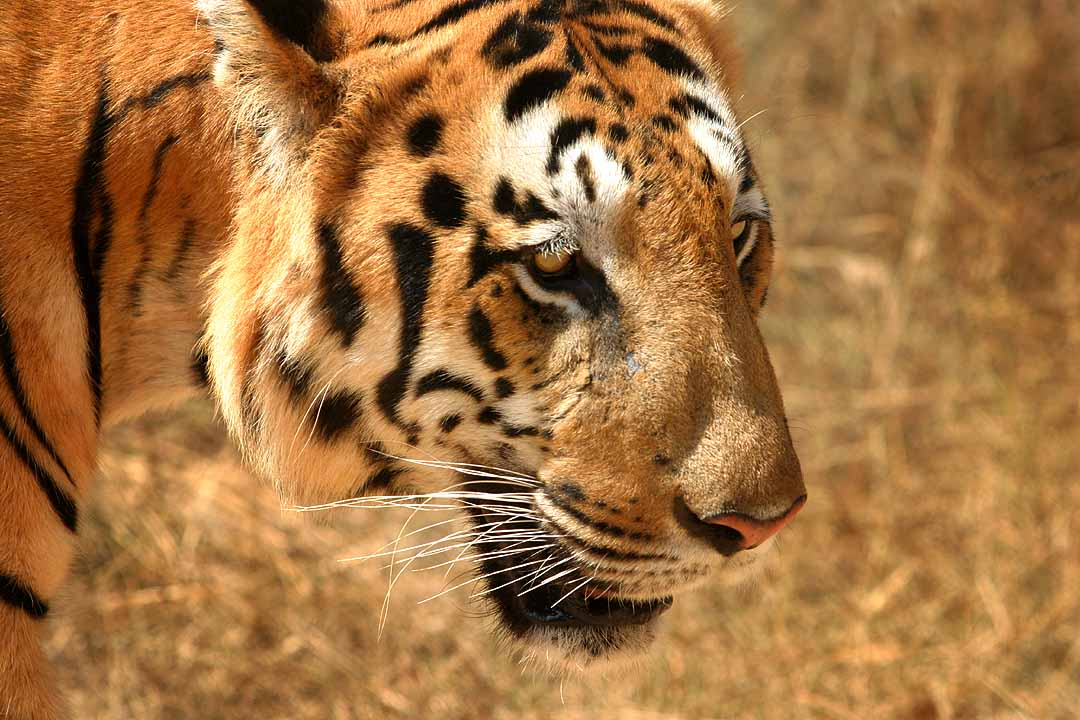
Hlava tygra indického

Přinejmenším v zoologických zahradách se u všech poddruhů objevuje zimní srst sestávající z delší krycí srsti a podsady, přičemž délka a hustota ochlupení se liší podle poddruhu a klimatických podmínek. Letní srst je především u tygra ussurijského výrazně kratší a méně hustá než zimní. Hustota srsti je zhruba 1 800 chlupů na centimetr čtvereční u tygra indického, 3 200 chlupů na centimetr čtvereční u tygra ussurijského. To jsou hodnoty srovnatelné například s levhartem, ovšem například rys má srst výrazně hustší (až 9 000 chlupů na centimetr čtvereční). Na jaře je zimní srst nahrazena kratší srstí letní. Dojem druhé, podzimní výměny srsti u severně žijících tygrů lze objasnit tím, že letní srst se před zimou prodlouží. Zda k jarní výměně srsti dochází i u indických tygrů, není zcela jasné. Tygří drápy rovněž prochází pravidelnou obměnou. Nejdříve se odlupují po vrstvách a nakonec zcela odpadnou. V této době tygři často škrábou měkčí stromovou kůru.

#### Odchylky ve zbarvení a pruhování

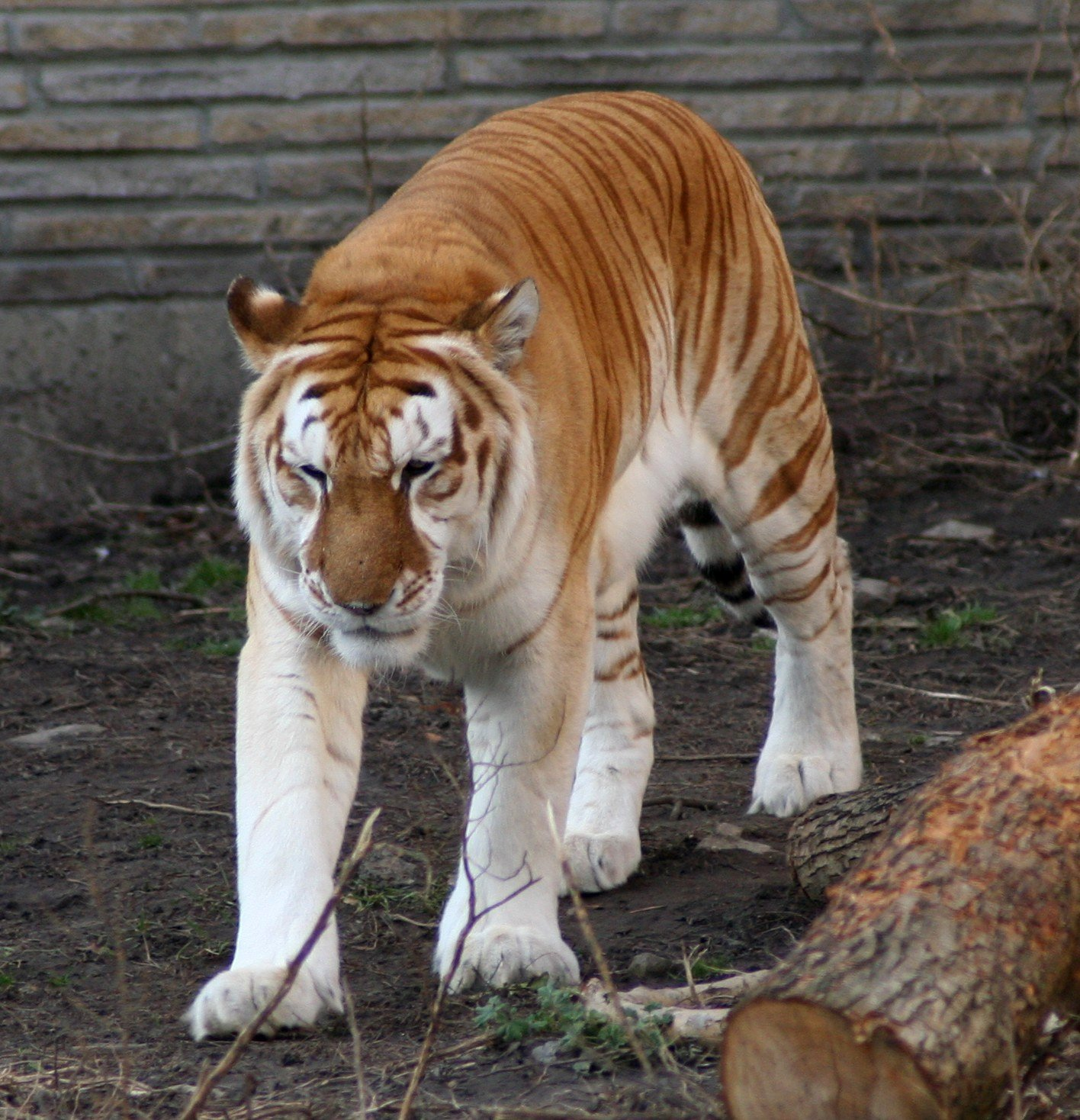
Tygr s chybějícím pigmentem v pruzích

Stejně jako u většiny obratlovců existují u tygrů různé barevné odchylky, které mají význam spíše z hlediska kulturního, než z biologického. Neobvykle zbarvení tygři jsou pro veřejnost atrakcí, takže jsou populárními exempláři jak v zoologických zahradách, tak v soukromých chovech.
Velmi známí jsou bílí tygři. V tomto případě nejde o pravý albinismus, ale pouze o albinismus částečný, tzv. leucismus. Zatímco duhovky pravých albínů jsou červené, bílí tygři mají duhovky modré. Většina bílých tygrů má také na srsti tmavé pruhy, zcela bílí tygři jsou velkou vzácností. Všichni dnes známí bílí tygři jsou potomky tygřího samce odchyceného v roce 1951 v indickém státě Madhjapradéš. Od té doby nebyl žádný bílý tygr v přírodě pozorován.

Další, v přírodě velmi vzácnou barevnou odchylkou je tzv. „rufinismus“. V tomto případě tygrům chybí v pruzích tmavý až černý pigment, takže pruhy jsou červenohnědé nebo zcela chybí. Srst těchto jedinců bývá výrazně narudlá, proto se jim též přezdívá „zlatí tygři“. Jedno takové zvíře bylo popsáno z Alborzu, další z Ásámu. Podobně zbarvené tygry se podařilo vyšlechtit i v zajetí. Při šlechtění byli použiti především tygři indičtí, částečně také tygři ussurijští. K záchraně tygrů takové „šlechtění“ ovšem nijak nepřispívá.

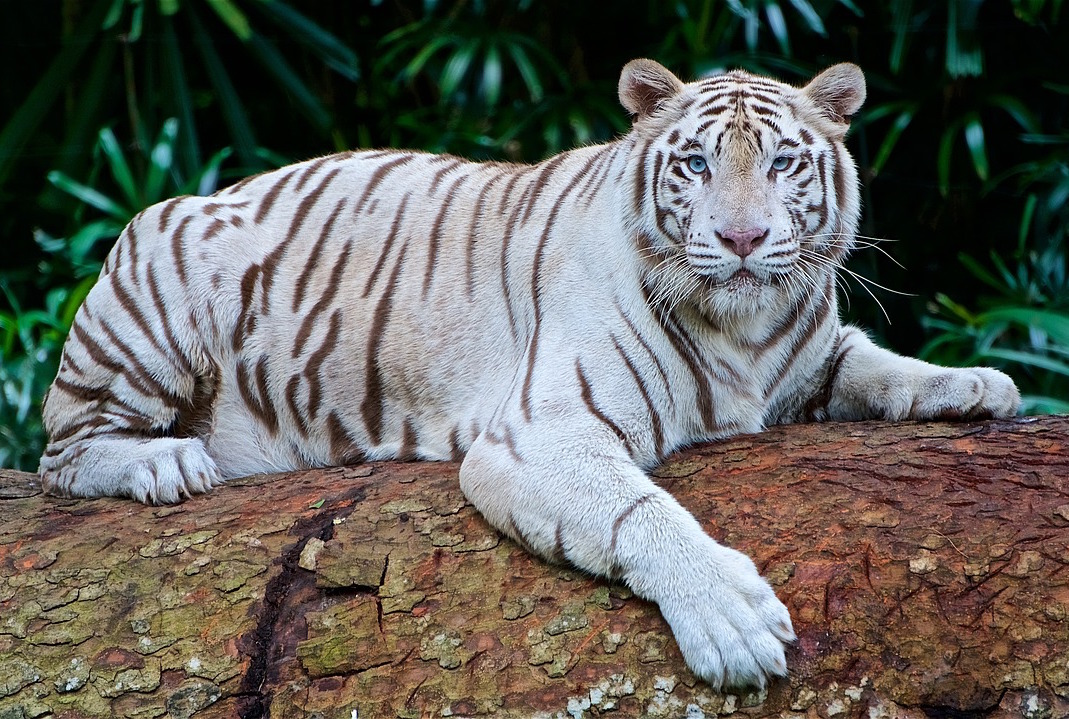
Bílý tygr

Černé zbarvení nebylo u živého tygra pozorováno, existují ovšem více či méně věrohodné zprávy o takto zbarvených tygřích kůžích, takže i tato barevná odchylka se u tygra zřejmě občas vyskytne. Přitom může jít jak o klasický melanismus, kdy černé barvivo melanin překryje původní barvy, tak i o extrémní rozšíření černých pruhů, kdy mezi nimi téměř nezbývá prostor pro jiné zbarvení.
Existují i zkazky o „modrých“ tygrech, tento typ zbarvení ovšem zatím nebyl doložen věrohodnými důkazy. Nelze jej však zcela vyloučit, neboť genom tygra není příliš odlišný od genomu kočky domácí, u které jsou známy „modré“ barevné variety jako ruská modrá kočka či kartouzská kočka.
Kromě barevných odchylek existují i odchylky v pruhování. Jsou známy případy tygrů s velmi řídkým či téměř chybějícím pruhováním, především pak v přední části těla.

### Velikost
Největšími poddruhy jsou tygři ussurijští a indičtí. Velcí samci těchto subspecií dosahují délky těla přes 2 metry, k tomu je třeba připočítat ocas o délce přes 90 cm. Samice tygra indického je dlouhá s ocasem přes 250 cm, samice tygra ussurijského kolem 260 cm. Délka těla samice tygra ussurijského se pohybuje mezi 165 až 178 cm.
Nejmenším žijícím poddruhem je tygr sumaterský, jehož samci měří 240 až 250 cm, z čehož na tělo připadá 155 až 170 cm. Samice mají na délku 215 až 230 cm, z toho na tělo připadá 145 až 155 cm. Již vyhubený tygr balijský byl ještě menší, samci dosahovali na délku jen 220 až 225 cm, samice 190 až 200 cm.
Záznamy zmiňující tygry s délkou těla 290 cm a celkovou délkou skoro 4 m je nutno považovat za přehnané. Tyto extrémní údaje mohou být důsledkem špatných odhadů či měření přes tělní nerovnosti. Tygří kůže také disponuje značnou roztažností, což rovněž mohlo zkreslit výsledky měření. Největší známý tygr kaspický byl samec zastřelený v roce 1939 u řeky Ili. Naměřená délka těla včetně ocasu činila 295 cm, z toho 98 cm připadalo na ocas. Velký samec tygra ussurijského, který pocházel ze Sichote-Aliňské oblasti a zemřel v roce 1965 v duisburské zoo, měřil 319 cm, z toho 99 cm připadalo na ocas. Největší věrohodně změřený tygr ussurijský ulovený v roce 1943 v severní Číně měřil 350 cm přes tělní nerovnosti, což odpovídá reálné celkové délce 330 až 335 cm. Průměrná celková délka samce tygra indického se pohybuje kolem 280 cm. Jeden z největších věrohodně změřených exemplářů měřil 322,5 cm.
Samec tygra ussurijského měří v kohoutku 97 až 105 cm. Tygr indický a tygr indočínský jsou s výškou 90 až 100 cm o něco menší. Samci tygra sumaterského měří pouze 75 až 79 cm, samci tygra čínského 82 až 86 cm. Samice tygra ussurijského, indického a indočínského jsou vysoké cca 78 až 87 cm, samice tygra sumaterského pouze 66 až 68 cm.
Dospělí samci tygra sumaterského váží 100 až 140 kg, samice 75 až 110 kg. Samci tygra indického z Nepálu váží 200 až 240 kg, samice 125 až 160 kg. Nejvyšší věrohodně doložená hmotnost tygra indického činila podle Mazáka 258 kg. Nejvyšší doložená hmotnost u tygra kaspického činila 240 kg, jednalo se o již výše zmiňované zvíře zastřelené v roce 1939 u řeky Ili. Nejtěžší tygr ussurijský vážil 306,5 kg, což je vůbec nejvyšší doložená hmotnost ze všech poddruhů. Jednalo se o samce jménem „Circa“, který byl jako mladé zvíře odchycen v oblasti Ussuri a později zemřel v soukromé menažerii. Údaje o tygrech ussurijských s hmotností výrazně přes 300 kg jsou neověřitelné. Mazák uvádí u dospělého tygra ussurijského průměrnou hmotnost 230 kg. Vyhynulý tygr balijský vážil pravděpodobně pouze 90 až 100 kg (samci), respektive 65 až 80 kg (samice). Tygr jávský byl s hmotností 100 až 141 kg (samci), respektive kolem 100 kg (samice), o něco větší.
Lví samci s průměrnou celkovou délkou 260 až 270 cm, jen výjimečně pak přes 285 cm, za největšími tygřími poddruhy zaostávají. Tygr tak může být právoplatně označován za největší kočkovitou šelmu světa. Největší věrohodně naměřená délka u lva činila mezi 305 a 310 cm, což rovněž zaostává za maximálními údaji uváděnými pro tygra ussurijského.

### Lebka a chrup

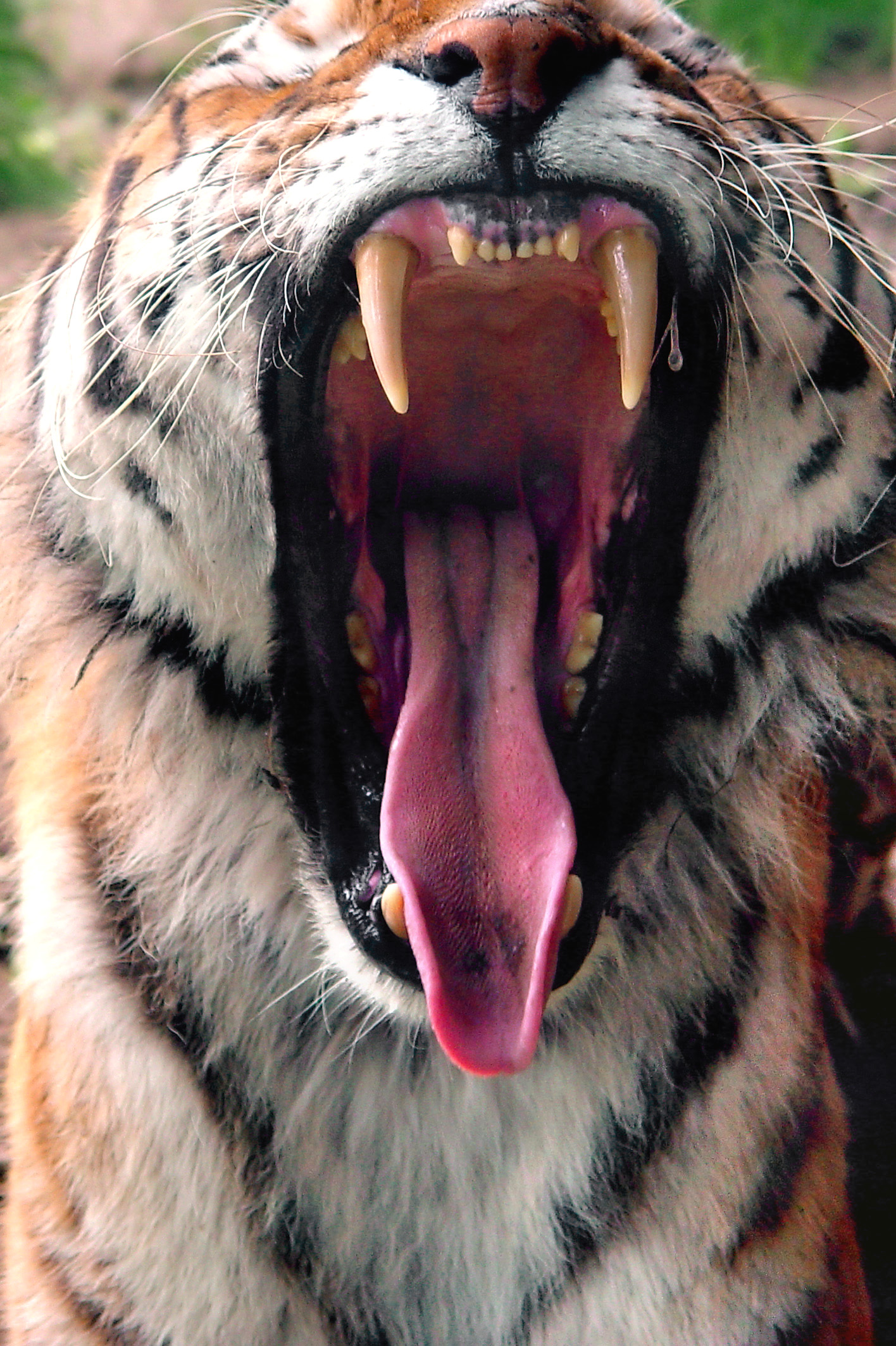
Tlama tygra ussurijského

Podobně jako ostatní velké kočky má tygr kulatou zornici. Duhovka má obvykle žlutou barvu. Masivní lebka je podobně velká jako lví a od lví lebky se příliš neliší. Drobné rozdíly jsou ve stavbě nosní dutiny a ve stavbě dolní čelisti. Ta je u tygra ve spodní části spíše konkávní, zatímco u lva konvexní. U velkých tygřích samců se délka lebky pohybuje mezi 350 a 360 mm. Samičí lebka měří na délku 290 až 310 mm., Lebka tygra sumaterského ovšem měří pouze 295 až 340 mm (samci), respektive 263 až 293 mm (samice). U tygra balijského jsou udávány rozměry cca 295 mm (samci) a 265 mm (samice). Mozek tygra má objem zhruba 250 až 300 cm³.
Čelisti nesou 30 zubů, přičemž složení chrupu je stejné jako u ostatních velkých koček:
{\displaystyle {I3\cdot C1\cdot P3\cdot M1 \over I3\cdot C1\cdot P2\cdot M1}}
Horní stolička je velmi malá nebo může úplně chybět. Totéž platí pro první horní premolár. Nejnápadnější jsou špičáky, které z horní čelisti mohou vyčnívat až do délky 70 mm. Spodní špičáky jsou o něco kratší. Slouží především k zabíjení kořisti. Jako trháky slouží především třetí premolár v horní čelisti a stolička v čelisti dolní. Horní trhák je kromě špičáků vůbec nejmohutnější zub, u dospělých tygrů může mít na délku 34 až 38 mm.

### Kostra a vnitřní orgány

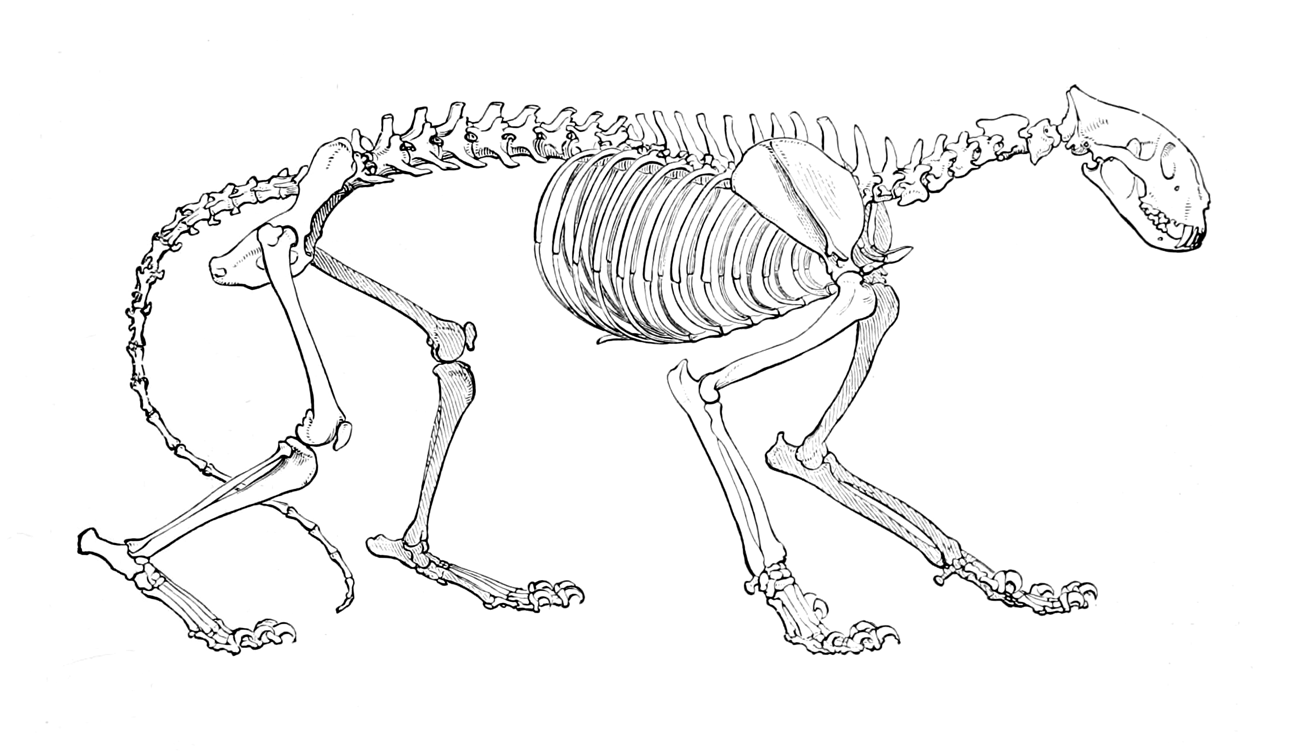
Tygří kostra

Kostra tygra je typicky kočičí a například od kostry lva se liší pouze minimálně. Pouze na humeru jsou patrné drobné rozdíly. Páteř má 55 až 56 obratlů (7 krčních, 13 hrudních, 7 bederních, 3 křížové a 25 až 26 ocasních). Hrudník tvoří 13 párů žeber. Na přední noze je pět prstů, na zadní čtyři. Drápy jsou zatahovatelné.
Tygří srdce váží 600 až 1100 gramů, vnitřnosti měří cca 7 m. Tygr ussurijský si na zimu vytváří vrstvu podkožního tuku, která na bocích může mít tloušťku až 5 cm.

### DNA
Tygři, stejně jako ostatní kočky mají celkem 38 chromozomů - 18 autozomálních párů a dvojici pohlavních chromozomů.

### Chůze
Krok tygra má délku kolem 70 cm u samců a kolem 60 cm u samic. Velikost stopy silně odvisí od povrchu ve kterém je zanechána. Dospělí tygří samci zanechávají v mokré hlíně stopu 14 až 17 cm dlouhou a 13 až 16 cm širokou. Stopa samice v těchto podmínkách má zhruba 12 až 14 cm na délku a 11 až 13 cm na šířku. Ve sněhu, především čerstvě napadaném, je tygří stopa výrazně větší.

## Areál rozšíření
Dnešní areál rozšíření tygra se táhne od Indie na východ přes Indočínu a východní Čínu přes Amur na východní Sibiř. Na jihu zasahuje až do Indonésie, kde tygři dnes ještě žijí na Sumatře. Na Jávě byl tygr vyhuben v 70. letech 20. století, na Bali ještě o několik desítek let dříve. Na Borneu byl fosilními nálezy prokázán výskyt tygra v pleistocénu a na počátku holocénu. Dříve se tygr hojně vyskytoval i v Přední Asii a Střední Asii, ovšem od 70. let 20. století je i v těchto oblastech považován za vyhubeného.

### Historický areál

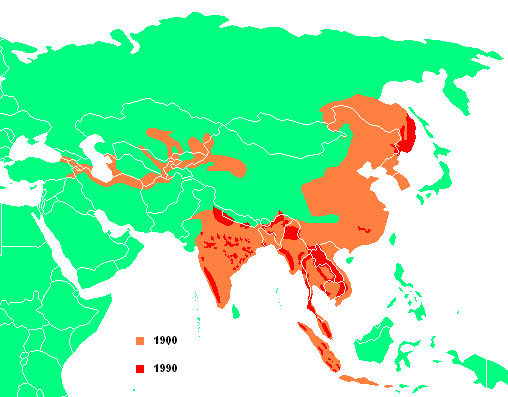
Areál výskytu tygra v letech 1900 (oranžově) a 1990 (červeně)

Jednotliví tygři jsou schopní urazit dlouhou cestu, je proto nutné rozlišovat mezi oblastmi trvalého výskytu a oblastmi, kam nějaký tygr pouze příležitostně zabloudí. I v oblastech, kde člověk tygra vyhubil, se občas vyskytne putující jedinec.
Ještě ve středověku, v 10. a 11. století, se tygři běžně vyskytovali v Zakavkazsku a v podhůří Malého a Velkého Kavkazu. Existují dokonce zmínky o výskytu tygrů v oblastech severně od Kavkazu. Areál rozšíření tygra mohl zasahovat až k Donu či dokonce Dněpru. Z ruských zkazek známé „líté zvíře“ (лю́тый зверь) tak může být právě tygr. Podle jiných teorií ale může jít také o lva či levharta. S velkou pravděpodobností se však tygr vyskytoval alespoň v severním předhůří Kavkazu.
V pozdějších dobách se tygr vyskytoval na jižních svazích Kavkazu, především ve východní části pohoří. Odtud ještě mezi 18. a 20. stoletím jednotliví tygři putovali až do blízkosti Černého moře a byli pozorováni v Arménii, v blízkosti Tbilisi, v povodí horní Kury, střední Rioni a Kivirili. Na severovýchodě tygři putovali až do okolí Baku či dokonce Derbentu na pobřeží Kaspického moře. Ve stejné době tygři obývali jihovýchodní Turecko a Zakavkazsko, především oblast Talyšských hor a okolí Lenkoranu. Odtud se oblast výskytu táhla přes severní Írán podél jižního pobřeží Kaspického moře a pohoří Alborz na východ až k řece Atrek. Na jihu Íránu se naproti tomu tygr nikdy nevyskytoval.
Na řece Atrek vstupoval areál do dnešního Turkmenistánu, kde zahrnoval oblast na jihovýchodě země. Západní úbočí pohoří Kopet Dag bylo tygry často navštěvováno, pravděpodobně zde ale trvale nežili. Východní úbočí neskýtalo tygrům vhodné podmínky k životu. Dále na východě, v povodí řek Tedžen a Murgháb areál rovněž zasahoval do jižního Turkmenistánu. Zde docházelo k stykům s íránskou a afghánskou populací. V Afghánistánu se tygři vyskytovali pouze na nejzazším severu, směrem na jihovýchod byl areál ohraničen štíty Pamíru a Hindúkuše.
V bývalých sovětských republikách se tygr kromě již zmíněných kavkazských a jihoturkmenských populací vyskytoval především v povodí řek Vachš, Amudarja, Syrdarja a Ili. Oblast výskytu v povodí řek Vachš a Amudarja byla propojená s oblastí výskytu v Afghánistánu, naopak oblast výskytu v povodí řeky Ili a v okolí jezer Balchaš a Alaköl zasahovala až do východní Číny, přinejmenším k jezeru Bagraš köl. Tygři z povodí řeky Syrdarja byli pouštními oblastmi izolováni od obou výše zmíněných areálů. Přesto osamělí jedinci opakovaně přecházeli skrz tato nehostinná území, takže stále docházelo k mísení mezi jednotlivými populacemi.
Severní trvale tygry obývané oblasti ve střední Asii dosahovaly k jižním svahům Altaje, tygři se vyskytovali v okolí Zajsanu, u Černého Irtyše a do údolí Kurčum v Kazachstánu a západní Číně. Odtud jednotliví jedinci pronikali daleko na sever až k Akmolinsku (dnešní Astana), Barnaulu a Bijsku. Existují také zprávy o výskytu tygrů daleko na východě, až u jezera Ačit núr v západním Mongolsku.
Z oblastí východně od Altaje, tedy z okolí Bajkalu, existuje pouze minimum zpráv o výskytu tygra v 19. či 20. století. Nedávné genetické analýzy, které prokázaly blízkou příbuznost východosibiřských tygrů (tygr ussurijský) s tygry středoasijskými a kavkazskými (tygr kaspický), však svědčí o tom, že areál rozšíření tygra se kdysi kontinuálně táhl ze střední Asie na východní Sibiř až k tichomořskému pobřeží. Pár zpráv o výskytu tygra v těchto „prázdných“ oblastech ale přece jen existuje. V roce 1828 byl pozorován tygr na horním toku Angary, v roce 1834 pak u Bajkalu. Dále na východě, v povodí řek Onon a Arguň, se putující jedinci vyskytovali pravidelně ještě v polovině 20. století. Zde začíná areál trvalého výskytu tygra ussurijského táhnoucí se povodím Amuru dále na východ. Na severu kdysi zasahoval až k úpatí Stanového pohoří na 45° severní šířky. U tichomořského pobřeží areál dosahoval dokonce až k 50° severní šířky. Osamělí jedinci pronikali i dále na sever. Kolem roku 1905 byl jeden tygr dokonce pozorován u řeky Aldan na 60° severní šířky. Jiný jedinec byl viděn v roce 1944 na 56° severní šířky. Na jih od Amuru dosahoval areál k západním svahům pohoří Velký Chingan v Číně. Zasahoval dokonce až k jezeru Bujr núr ve východním Mongolsku. Odtud se areál táhl přes zmíněné pohoří Velký Chingan a planinu Sungari až do Koreje.
Areál původního výskytu tygra se dále táhl na jih přes rozsáhlé oblasti východní Číny a Indočíny až na indický subkontinent. Nejzazší výskyt tygra ve střední Číně byl zaznamenán na počátku 20. století z horního toku řeky Min-ťiang v provincii S'-čchuan. Na jihovýchodě byl tygr rozšířen v celé Zadní Indii včetně Malajského poloostrova. Areál rozšíření tygra zahrnoval také indonéské ostrovy Sumatra, Jáva a Bali. Tygr obýval skoro celý indický subkontinent až ke svahům Himálaje. Pouze na severozápadě, kde se rozkládá vyprahlá Thárská poušť, není výskyt tygra doložen. V Pákistánu se tygr vyskytoval pouze v údolí Indu, kam zřejmě pronikl z Indie. Od západoasijských populací v severním Afghánistánu byly populace z údolí Indu odděleny nepřekročitelnou hrází vyprahlých pouští a vysokých hor.

### Ztráty území a dnešní rozšíření

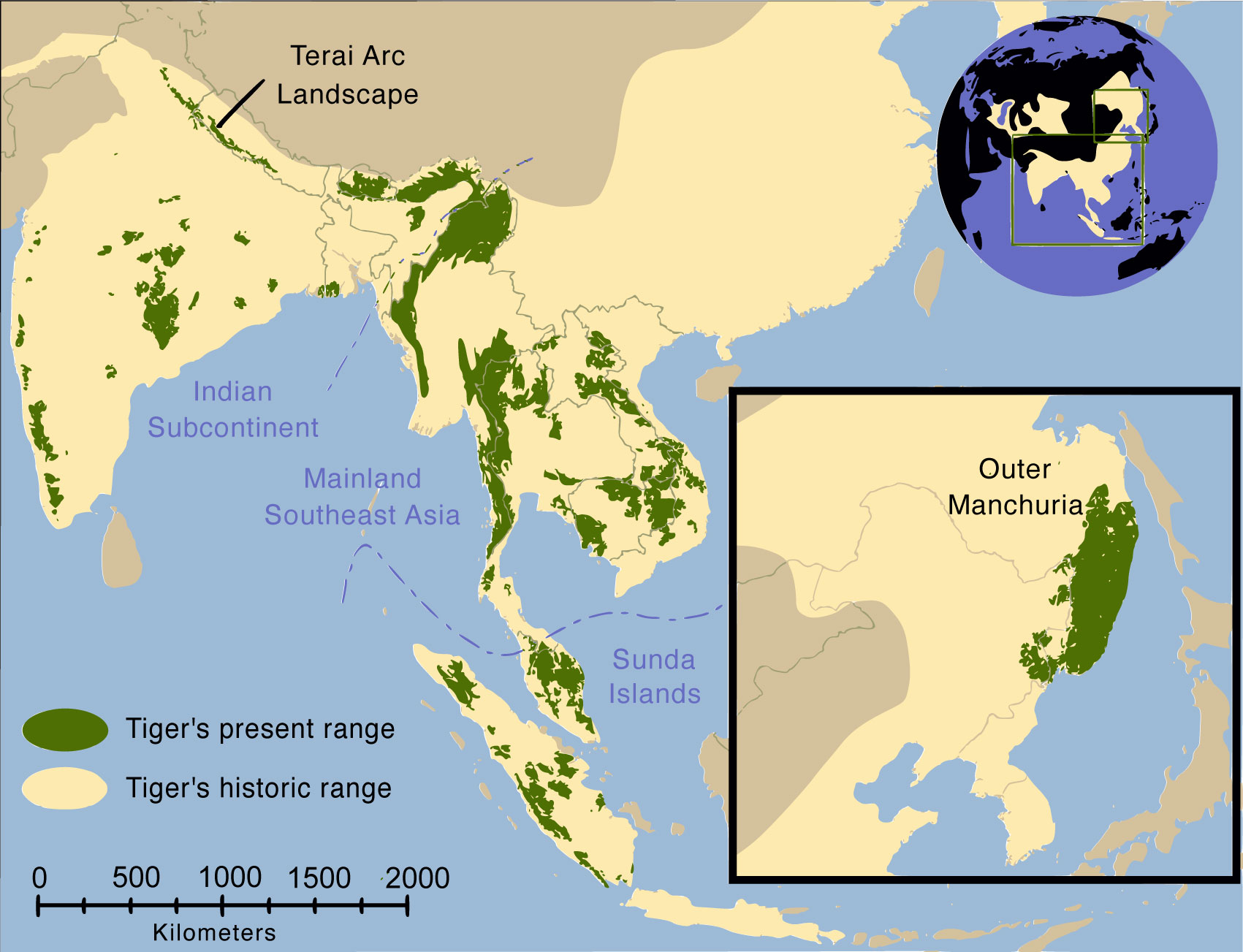
Čast původního areálu (žlutě) a současný výskyt tygra (zeleně), hranice mezi jednotlivými poddruhy jsou vyznačeny čárkovaně

S postupujícím osidlováním odlehlých území člověkem se stával intenzivnějším i lov, který decimoval stavy tygrů i jejich přirozené kořisti. Od konce 19. století se areál výskytu tygra drasticky zmenšil. První obětí byl tygr balijský, jehož poslední exemplář byl pozorován v roce 1937. Na sousední Jávě poslední tygr zahynul zřejmě v 70. letech 20. století.
Na jižním Kavkaze a v Zakavkazsku byli tygři na počátku 20. století ještě poměrně hojní, jejich stavy ale následně začaly prudce klesat a v polovině 20. století odtud tygři zcela vymizeli. Ojedinělé exempláře ještě v 60. letech 20. století přecházely z Íránu přes Talyšské hory do podhůří Kavkazu. Z většiny území bývalých sovětských republik tygr vymizel koncem 19. a začátkem 20. století. V roce 1936 ještě žila menší populace tygrů na dolním toku Ili. V povodí Syrdarji byl poslední tygr spatřen roku 1945, u Ili v roce 1948. Nejdéle se tygři udrželi u hranice s Afghánistánem. V jižní části původní oblasti výskytu v povodí Amudarji, kolem soutoku s Vachšem, na území dnešní rezervace Tygrovaja balka (Тигровая балка) a v sousedním údolí Pandže bylo ještě ve 30. letech 20. století možno běžně pozorovat dospělé tygry s mláďaty. Kolem roku 1950 zde ale žilo už jen několik osamělých jedinců. Od konce 50. let 20. století lze považovat tygra v západní a střední části tehdejšího Sovětského svazu za vyhubeného. Totéž velmi pravděpodobně platí i pro Afghánistán. Nejdéle se tygr udržel na jihovýchodě Turecka, kde byl jeho výskyt zaznamenán ještě v 70. letech 20. století. Dnes se tygr považuje za vyhubeného v celé Přední Asii i Střední Asii. Poddruh tygr kaspický tedy zcela vymizel.
I v Číně byl tygr téměř zcela vyhuben. V dalších oblastech výskytu se ještě na počátku 20. století souvislý areál rozpadl do menších ostrůvků se zbytkovými populacemi.
Ani v poslední době se situace tygra příliš nezlepšuje. Mezi roky 1995 a 2005 se areál výskytu tygra dále zmenšil o 40 %, takže tygři dnes obývají pouhých 7 % původního areálu.
Dnes se tygři vyskytují pouze na ruském dálném východě a v sousedících hraničních čínských oblastech, na indickém subkontinentu a v odlehlých oblastech jihovýchodní Asie od jihočínské provincie Jün-nan na severu k Malajskému poloostrovu na jihu. Jediný větší ostrov, na kterém se tygr udržel, je Sumatra. Podrobnější informace uvádí následující kapitola.

## Současný výskyt
Stavy tygrů ve 20. století dramaticky poklesly. V roce 1920 žilo na světě přibližně 100 000 tygrů, v roce 1970 byla však světová populace tygrů odhadována již jen na pouhé 4 000 jedinců. Tygři jávští a tygři kaspičtí byli zcela vyhubeni v 70. letech, tygr balijský dokonce již ve 30. letech. V polovině 20. století se na pokraji vyhubení ocitl i tygr ussurijský, jeho populace v roce 1947 byla odhadována na pouhých 20 až 30 jedinců. Díky nejrůznějším záchranným projektům, jako např. "Projekt Tygr" organizace WWF se podařilo zvýšit stavy populací tygrů na Sibiři (tygr ussurijský) a v Indii (tygr indický) a tyto stavy se podařilo stabilizovat. V dalších oblastech však počty tygrů nadále klesají. Kolem roku 2000 byly divoké populace tygrů odhadovány ještě na zhruba 5000 až 7000 jedinců, od té doby však počty dále poklesly. Dnes se odhaduje, že na světě žije přibližně 3670 až 4390 divokých tygrů (oficiální zpráva IUCN z roku 2015 + výsledek sčítání v Rusku 2015). Snížené počty jdou však částečně na vrub také přesnějším metodám sčítání. Tygr je v seznamech IUCN veden jako ohrožený druh. Tygr je považován za vyhynulého v následujících státech – Afghánistán, Írán, Kazachstán, Kyrgyzstán, Severní Korea, Pákistán, Singapur, Tádžikistán, Turecko, Turkmenistán a Uzbekistán.
Následující tabulka uvádí údaje o výskytu tygrů v jednotlivých zemích areálu na základě zpráv z let 2009–2014. Vychází z přílohy k oficiální zprávě IUCN z roku 2015.
| Země          | Odhad na základě terénních průzkumů | Oficiální vládní odhad | Poddruh(y)                          | Reference                                                      |
| ------------- | ----------------------------------- | ---------------------- | ----------------------------------- | -------------------------------------------------------------- |
| Bangladéš     | není k dispozici                    | 300–500                | tygr indický                        |                                                                |
| Bhútán        | 50 (43–61)                          | 115–150                | tygr indický                        |                                                                |
| Čína          | >7                                  | 20                     | tygr ussurijský tygr indočínský (?) |                                                                |
| Indie         | 1706 (1520–1909)                    | 2226 (1945–2291)       | tygr indický                        | Jhala et al. 2011, 2015                                        |
| Indonésie     | 670 (371–1273)                      | >250                   | tygr sumaterský                     | Collins et al. 2012, Sunarto et al. 2013, Wibisono et al. 2009 |
| Kambodža      | 0                                   | 10–30                  | tygr indočínský                     | Lynam 2010, O'Kelly et al. 2012                                |
| Laos          | 2                                   | 17 (9–23)              | tygr indočínský                     | Goodrich 2012                                                  |
| Malajsie      | 300 (250–340)                       | 250–340                | tygr malajský                       | Kawanishi et al. 2015                                          |
| Myanmar       | není k dispozici                    | 85                     | tygr indočínský                     |                                                                |
| Nepál         | 198 (163–235)                       | 198 (163–235)          | tygr indický                        | GON 2013                                                       |
| Rusko         | 480–540                             | 480–540                | tygr ussurijský                     | WWF 2015                                                       |
| Severní Korea | není k dispozici                    | 0                      |                                     |                                                                |
| Thajsko       | 221 (189–252)                       | 189–252                | tygr indočínský                     |                                                                |
| Vietnam       | <5                                  | >10                    | tygr indočínský                     | Lynam 2010                                                     |
| Celkem        | cca 3670                            | cca 4390               |                                     |                                                                |

1. ↑  Jde pouze o souhrnný počet tygrů z národních parků Royal Manas a Jigme Singye, ostatní tygří biotopy nejsou zahrnuty.
2. ↑  Výsledky sčítání z roku 2015.[40]

### Tygr ussurijský (Rusko a Čína)
Census z roku 2015 potvrdil pozitivní trend v populaci tygra ussurijského na ruském dálném východě, když bylo napočítáno 480 až 540 jedinců, což je mírný nárůst proti číslům z roku 2005, která uváděla 423 až 502, respektive 330 až 390 jedinců. V Severní Koreji nebyl výskyt tygra zaznamenán od roku 1998. Na severu Číny u hranice s Ruskem žije malá populace, čínská vláda odhaduje počet na zhruba 20 jedinců. Poddruh je klasifikován jako ohrožený.

### Tygr čínský
Tygr čínský byl ve volné přírodě zřejmě zcela vyhuben. Je ale plánováno jeho znovuvysazení v dřívějších oblastech výskytu. Poddruh je klasifikován jako kriticky ohrožený.

### Tygr indický (Indie, Nepál, Bhútán, Bangladéš)
Na indickém subkontinentu (Indie, Nepál, Bhútán, Bangladéš) žijí dnes tygři téměř výhradně v národních parcích a rezervacích. Největší populace jsou přitom na severu (Národní park Rajaji–Národní park Jima Corbetta, Národní park Dudhwa, Národní park Bardia, Národní park Čitvan, Buxa, Národní park Manas, Národní park Kaziranga) a v centrální Indii (např. Národní park Kanha, Národní park Pench, Národní park Satpura, Národní park Melghat, Národní park Bandhavgarh, Národní park Simlipal, Národní park Indravati, Nagarjunasagar). Na jihu je potom výskyt omezen na oblasti Národního parku Nagarhole a Národního parku Bandipur. Indie je v současnosti zemí s největším počtem volně žijících tygrů, zdejší populace je odhadována na 1200 - 1700 jedinců. Do tohoto počtu není zahrnuta populace v Sundarbans na hranicích Indie a Bangladéše. Ve zdejších mangrovech žije odhadem asi 200 tygrů. V Bhútánu je velikost populace odhadována na 70 až 80 jedinců, v Nepálu pak na 100 až 200 tygrů, z nichž značná část (asi 50) žije v Národním parku Čitvan. V posledních letech byl i zásluhou přísné ochrany zaznamenán mírný nárůst počtu indických tygrů, podle sčítání v roce 2011 se počet tygrů oproti stavu z roku 2007 zvýšil o 200 až 300 jedinců.

### Tygr indočínský (Čína, Myanmar, Thajsko, Laos, Vietnam, Kambodža)
Na nejzazším jihu Číny v provincii Jün-nan může přežívat podle oficiálních údajů zhruba 10 tygrů indočínských.
V jihovýchodní Asii se tygři vyskytují pouze v ostrůvkovitých zbytcích původního areálu. Zdejší populace jsou více ohrožené než populace na indickém subkontinentu. V Myanmaru (Barmě) žije ještě zhruba 100 tygrů. V Thajsku byl počet divokých tygrů na počátku 90. let 20. století odhadován na zhruba 250 jedinců. Největší populace žije v komplexu rezervací Thung Yai–Huai Kha Khaeng. Tamější populace je odhadována na zhruba 150 tygrů a je tak jednou z největších v pevninské části jihovýchodní Asie. V Kambodži, Laosu a Vietnamu žije podle oficiálních údajů zhruba po 20 tygrech. V Laosu byl potvrzen výskyt tygra v rezervaci Nam Et-Phou Louey National Protected Area (17 jedinců). Ve Vietnamu nebyl tygr vyfotografován od roku 1997. V Kambodži přes intenzivní snahy existuje pouze několik málo záznamů o pozorování tygra po roce 2005. V největší světové tygří rezervaci Hukaung Valley v Myanmaru se podařilo fotopastmi identifikovat pouze šest různých tygrů, odhady počtu zdejších jedinců kolísají na široké škále od 7 do 71 kusů. Poddruh je klasifikován jako ohrožený, populace ovšem vykazuje silně klesající tendenci a je velmi pravděpodobné, že v příštím vydání Červeného seznamu IUCN bude tento poddruh překlasifikován na kriticky ohrožený.

### Tygr malajský (Malajsie)
V Malajsii žijí podle všeho tři oddělené populace, žádná pravděpodobně nepřesahuje počtem 250 jedinců. Jedna z nich žije v Národním parku Taman Negara.

### Tygr sumaterský (Indonésie)
Počet tygrů na Sumatře se odhaduje na 400 až 500 jedinců (vládní odhad z roku 2007), možná i o něco více (terénní průzkumy). Tři nejvýznamnější oblasti výskytu jsou Národní park Gunung Leuser na severu ostrova, Národní park Kerinci Seblat na západě a Národní park Bukit Tigapuluh v centrální části ostrova. Kvůli pokračujícímu ubývání původního biotopu populace tygra na Sumatře stále vykazuje klesající tendenci. Poddruh je klasifikován jako kriticky ohrožený.

### Příčiny ohrožení
Největší hrozbou pro tygra je ničení jeho životního prostředí. Jde především o kácení lesů a pralesů, rozšiřování zemědělských ploch a snižování stavů zvěře, která slouží tygrovi za kořist. Další velkou hrozbou je pytláctví. Hlavním důvodem pro ilegální lov je žádanost tygřích produktů na čínském trhu, pro účely tradiční čínské medicíny. Ceněný je především prášek z rozemletých tygřích kostí. Poté, co mezi 50. a 70. léty 20. století stavy čínských tygrů klesly na pouhé desítky jedinců v přísně střežených rezervacích, začal být trh v Číně pokrýván dovozy ze zahraničí, čímž se zvýšilo ohrožení dalších poddruhů. Obchod s tygřími produkty byl zakázán Úmluvou o mezinárodním obchodu s ohroženými druhy volně žijících živočichů a rostlin (CITES) z roku 1975. Čína ke smlouvě přistoupila v roce 1981, nicméně na vnitrostátní úrovni byl obchod s tygřími produkty zakázán až v roce 1993. Přesto stavy tygrů dále klesají. V poslední době bylo opět zaznamenáno zvýšené používání zakázaných tygřích pastí. Sporné je, zda by k omezení lovu pomohlo zakládání "tygřích farem". Existují obavy, že prodej produktů z tygrů chovaných v zajetí by byl využíván jako zástěrka k legalizaci prodeje produktů z ilegálně ulovených divokých tygrů. Tygr býval také hojně loven kvůli (často jen údajným) útokům na hospodářská zvířata.

### Plány na znovuvysazení tygra v dřívějších oblastech výskytu
Především v Číně existují projekty plánující znovuvysazení tygra v místech, kde během 20. století vyhynul. Organizace Save Chinas Tigers se zabývá chovem tygra čínského v soukromých rezervacích v Jižní Africe. Tygři se zde především učí loveckým dovednostem, aby si dokázali ve volné přírodě obstarat potravu. V budoucnosti je plánováno vypuštění těchto tygrů v původním areálu výskytu v Číně. K ambasadorům projektu patří známé osobnosti jako například herec Jackie Chan. Uvažuje se rovněž o podobném projektu, který by zahrnoval tygry čínské chované v čínských zoo a dalších zařízeních. Je rovněž plánováno znovuvysazování tygra ussurijského. Mnoho jedinců tohoto poddruhu žije v zajetí v Číně. V rámci pokusů o omezení lovu divokých tygrů byla v roce 1986 založena velká tygří farma u Charbinu. Po zákazu obchodu s tygřími produkty v roce 1993 byla přeměněna na tygří park. Žije zde zhruba 800 tygrů ussurijských. Nejméně 200 se z genetického hlediska (čistota linie) jeví jako vhodní kandidáti na znovuvysazení do oblastí původního výskytu. Hlavním problémem je značná velikost území, které jednotlivý tygr potřebuje pro svou obživu a nutnost naučit tygry životu ve volné přírodě. Dalším problémem je malá genetická variabilita těchto zvířat.

## Život

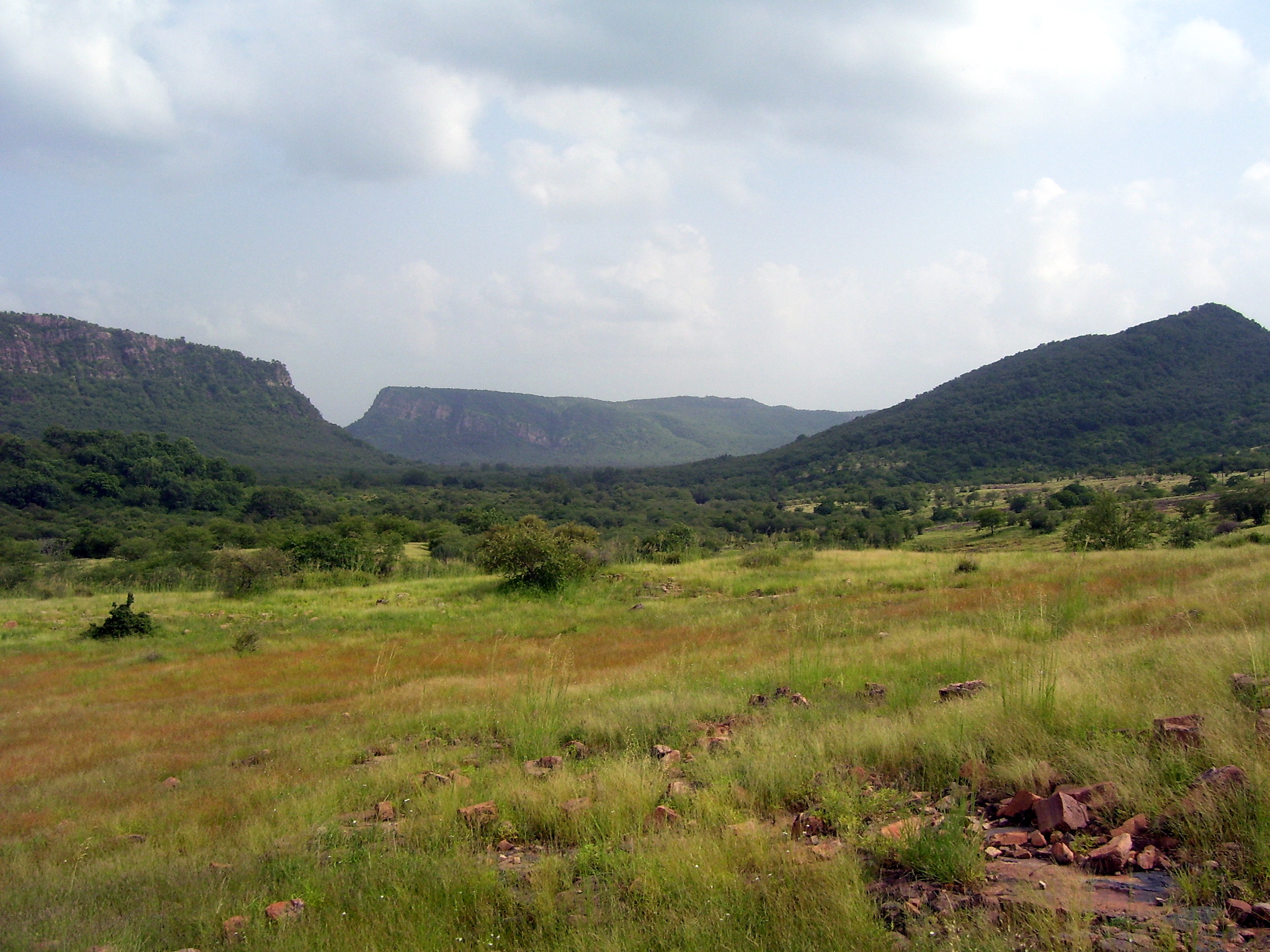
Biotop tygra v národním parku Ranthambore

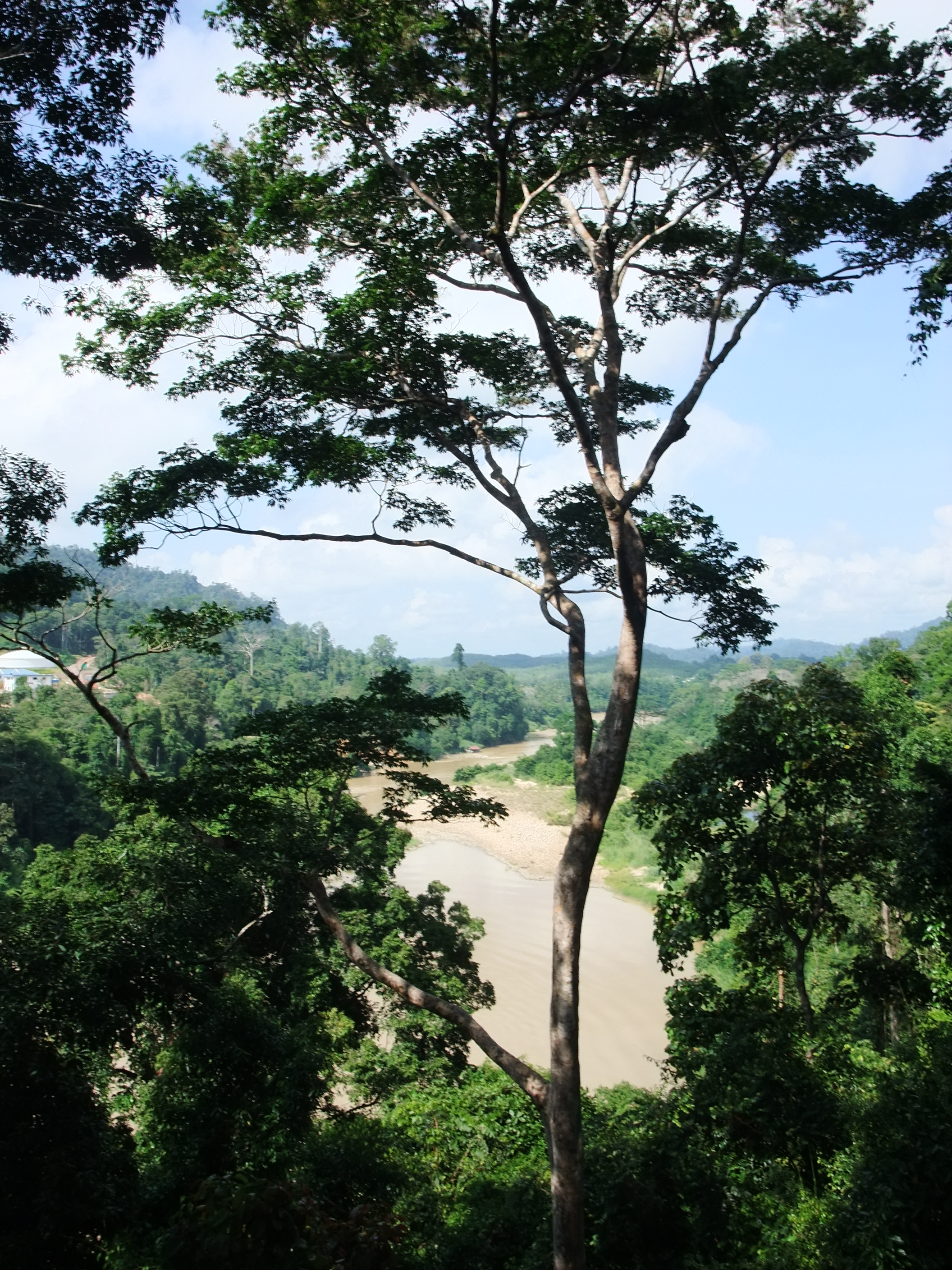
Tropický les v Taman-Negaře

Tygři jsou aktivní především za soumraku a v noci, občas ale loví i ve dne. Při hledání kořisti tygři často urazí velké vzdálenosti. Platí to především pro oblasti chudé na zvěř, jako je východní Sibiř. Tamní tygři urazí za den průměrně 20 až 25 km, ve výjimečných případech však dokonce 80 až 100 km. Kromě tohoto pravidelného obcházení revíru při hledání kořisti urazí tygr často značnou vzdálenost při hledání nového loviště (například mladý tygr odcházející od matky). Při tom se může vzdálit stovky kilometrů od původního revíru.

Tygři jsou výborní plavci a na rozdíl od většiny ostatních koček mají rádi vodu. Jsou schopni přeplavat řeky o šířce 6 až 8 km. Je zaznamenán případ tygra, který uplaval celých 29 km. Tygři šplhají špatně a neradi, v případě nutnosti ale dokážou vyšplhat i do koruny stromu, jak se ukázalo například roku 1969 při masivních záplavách v Sundarbans. Mnoho tygrů se zachránilo právě vyšplháním na strom. Jako úkryt slouží tygrům chráněná místa uvnitř revíru, například vyvrácené stromy, houštiny či jeskyně.

### Biotop
Tygří obývají poměrně širokou škálu různých biotopů, od tropického deštného lesa přes savany, močály a listnaté a smíšené lesy mírného pásma až po jehličnatý severský les - tajgu. V Přední Asii obýval tygr listnaté lesy, křovinaté porosty, říční údolí mezi pouštními a polopouštními oblastmi. V Číně obýval tygr rovněž subtropické horské lesy. Tygr obvykle nevystupuje do výšek přes 2 000 m n. m., v Kazachstánu byla ale ulovena zvířata ve výšce 2 500 m n. m., v Himálaji byl dokonce prokázán výskyt tygra v nadmořské výšce 4 000 m. Na ruském dálném východě tygři obývají především smíšené lesy nižší nadmořské výšky. Na severu indického subkontinentu obývá dnes tygr především tzv. terai, bažinaté oblasti s vysokou trávou a lužními lesy. Ve střední Indii žijí tygři většinou v lesních porostech tvořených salovými stromy (Shorea robusta), ale také v porostech trnitých křovin, jako v Národním parku Ranthambore. V Sundarbans žijí tygři v mangrovech, v Ásámu a jihovýchodní Asii pak v tropických deštných lesích. Vůči chladu jsou velmi odolní především tygři ussurijští. Oblasti se sněhovou pokrývkou vyšší než 30 cm však tygrovi nesvědčí, pravděpodobně i kvůli tomu, že se v takovýchto oblastech nevyskytují divoká prasata, která jsou pro tygra jednou z hlavních kořistí. Tygr je tedy, co se prostředí týče, velmi přizpůsobivý, potřebuje ale vhodné úkryty, dostatek kořisti a přístup k vodě.

### Sociální chování

#### Teritorialita a hustota populace

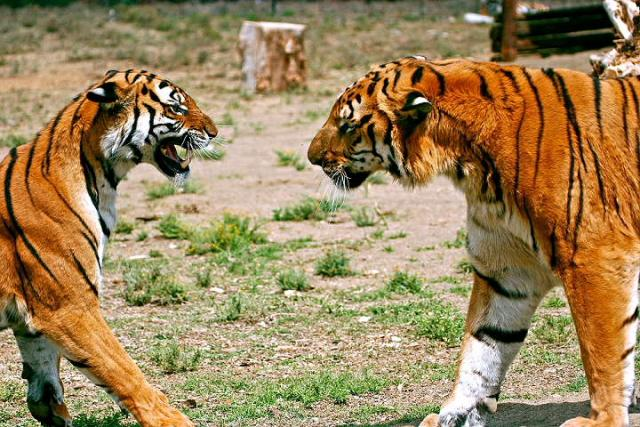
Agresivní chování

Tygři jsou obvykle samotáři, dospělí samci a samice se stýkají pouze krátce v době páření. Jelikož mláďata zůstávají až do tří let s matkou, dospělé samice jsou většinou doprovázeny koťaty či dospívajícími jedinci. Jen výjimečně lze pozorovat úplnou rodinu, sestávající z obou dospělých a mláďat.

Rodinu zakládají většinou pouze tygři s vlastním revírem. Revír si tygři značkují močí. Jeho velikost závisí u samice na množství dostupné kořisti. Revír samce se překrývá s více revíry samic (2 až 7). V Národním parku Čitvan, kde biomasa dostupné kořisti je zhruba 2000 kg/km², je průměrná velikost revíru tygřice 23 km², velikost revíru tygřího samce pak 68 km². V na kořist chudších oblastech ruského dálného východu, kde biomasa dostupné kořisti je zhruba 400 kg/km², velikost revíru tygřice kolísá od 200 do 400 km². I když se jednotlivé revíry mohou částečně překrývat, je průměrná velikost revíru přímo úměrná hustotě tygří populace v dané oblasti. V indickém Národním parku Kanha žije na ploše 320 km² 10 až 15 tygrů. V Národním parku Čitvan v Nepálu žije v průměru 8 tygrů na 100 km². V Národním parku Kaziranga se uživí dokonce i 16 a více tygrů na 100 km². V Národním parku Nagarhole je hustota tygří populace opět mezi 13 až 15 zvířaty na 100 km². Oproti tomu na ruském dálném východě je průměrná hustota tygří populace odhadována pouze na 0,5 až 1,4 tygra na 100 km². V tropických deštných lesích Malajsie, Sumatry a Laosu se na hustotě zdejších tygřích populací opět odráží malé množství dostupné kořisti. Hustota zdejších tygřích populací je velmi nízká.

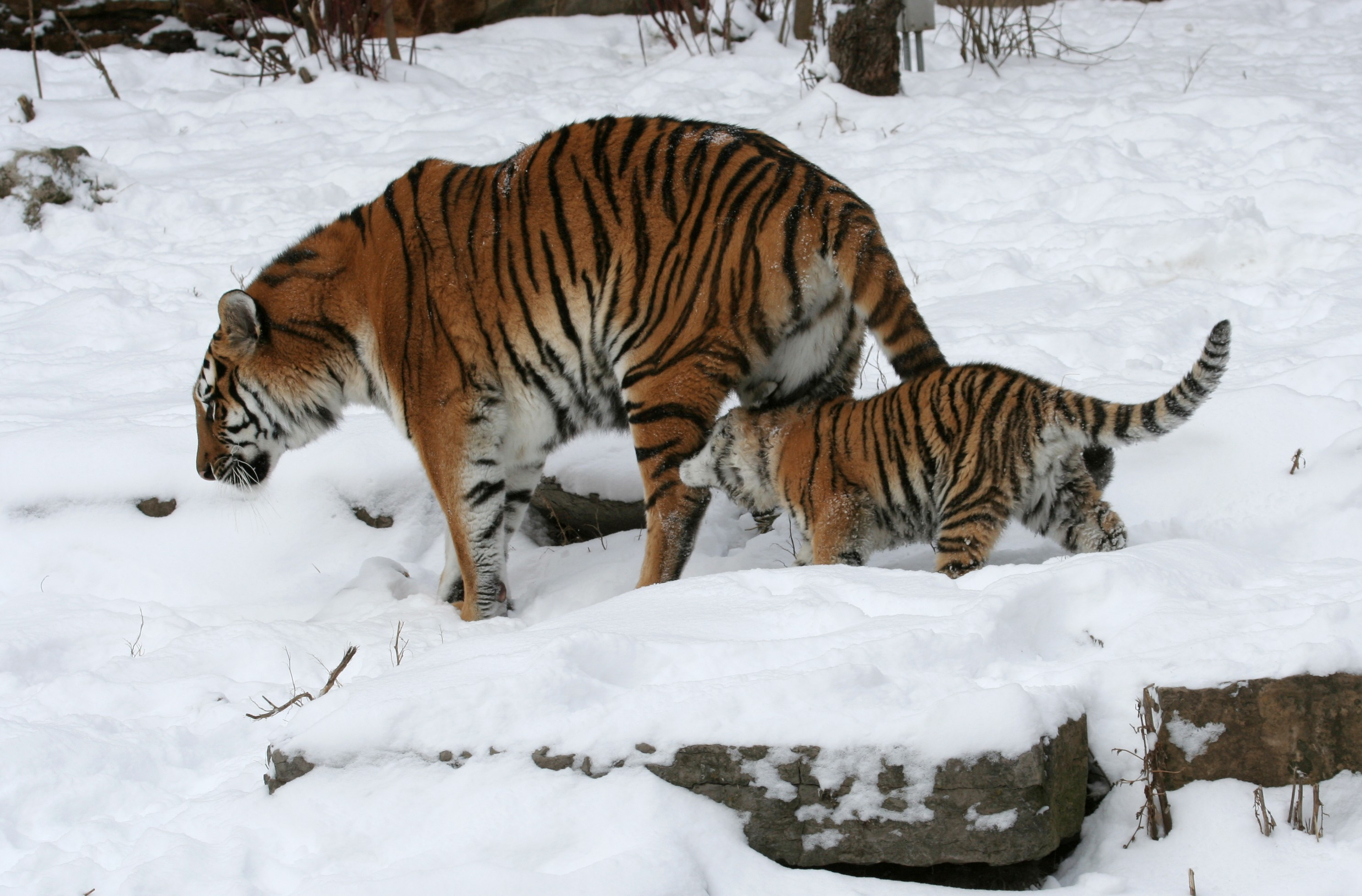
Tygr ussurijský s mladětem

Příčinou extrémní velikosti revírů tygrů ussurijských nemusí byt pouze relativně nízká dostupnost kořisti, ale také vliv člověka. V Sichote-Aliňské přírodní rezervaci se mladé tygřice usazovaly v revíru své matky, pokud člověk svými zásahy nesnižoval množství dostupné kořisti. Když byl vliv člověka příliš velký, tygřice vyhledávaly nové revíry. Podle toho by potřebná velikost revíru v dané oblasti měla být výrazně menší než výše uvedených 400 km².
Tygři jsou teritoriální zvířata, brání svůj revír proti dalším tygrům stejného pohlaví. Revír si značkují močí, kterou při vztyčeném ocasu stříkají na stromy či keře. I škrábance, které tygři často zanechávají na různých stromech, mohou sloužit tomuto účelu. Naopak řev, kterým svojí přítomnost v revíru oznamují například lvi, u tygrů k označování revíru velmi pravděpodobně neslouží, neboť tygři řvou jen velmi zřídka. Mladé tygřice často obsazují revír v sousedství revíru své matky, což vede k tomu, že tygřice v určité oblasti jsou si blízce příbuzné, jako lvice z jedné smečky. Tygří samci putují více, snaží se najít opuštěný revír nebo zahnat jiného samce v boji.

#### Rozmnožování

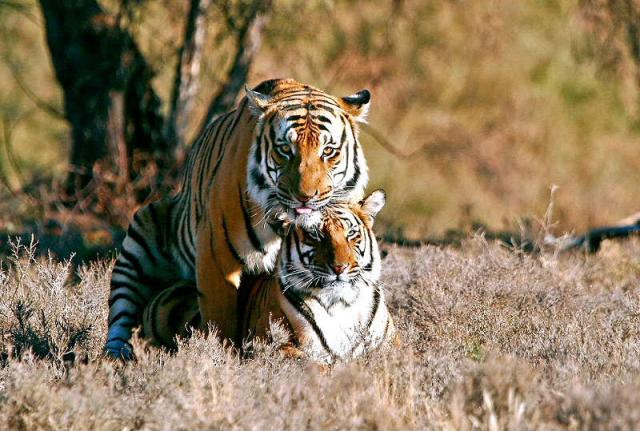
Tygr při páření

Tygři v tropických oblastech nemají specifické roční období, kterému by dávali přednost při rozmnožování. Na Amuru se oproti tomu většina mláďat rodí na jaře. Je-li samice připravena se pářit, dává to najevo pachovými značkami. U tygřic v zajetí trvá období plodnosti zhruba pět dní. Ve volné přírodě jsou však páry pohromadě obvykle jen dva dny. V tomto čase dochází k hojnému páření, 17× až 52× za den. Samotný akt páření je však obvykle velmi krátký. Při aktu leží samice na zemi, zatímco samec stojí nad ní a svírá čelistmi její krk. Tygřice často bývají útočné, mručí a ohánějí se packami po partnerovi.

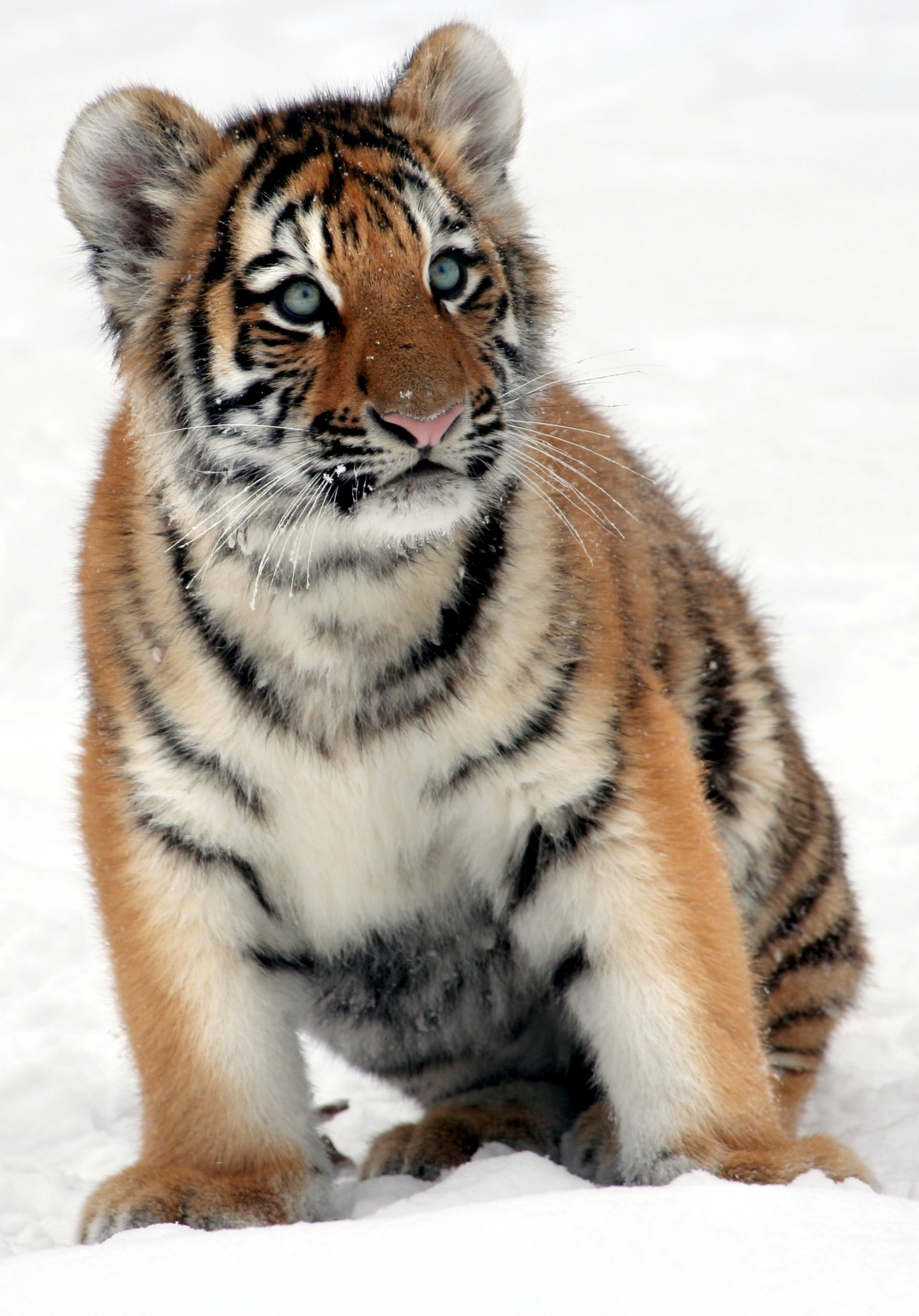
Tygří mládě

Není-li páření úspěšné, je tygřice připravena k novému páření zhruba za měsíc. Po úspěšném páření porodí samice po zhruba 103 dnech březosti 2 až 5 mláďat. Vrhy s jedním nebo naopak až 7 mláďaty jsou výjimečné. Průměrná velikost vrhu je kolem 3 mláďat. Jako místo porodu tygřice volí kryté místo v houštině, vysoké trávě, skalní štěrbině nebo jeskyni. Mláďata se rodí slepá a bezmocná. Porodní váha je mezi 800 až 1600 gramy. V prvních týdnech se matka zdržuje v blízkém okolí skrýše s mláďaty. Když jsou tygřatům dva až tři měsíce, začíná tygřice své obchůzky postupně prodlužovat. Asi po šesti měsících přestává tygřice svá mláďata kojit. Ta však samozřejmě ještě nejsou schopna samostatně lovit. Ve věku 12 až 18 měsíců vypadávají mladým tygrům mléčné zuby. Zhruba od tohoto věku jsou fyzicky schopní samostatného lovu. Po 18 až 20 měsících se mladí tygři osamostatňují, nějaký čas však ještě zůstávají v revíru matky.
Doba odchodu souvisí obvykle s narozením nového vrhu mláďat. Podle jedné studie v Národním parku Čitvan samci odcházeli průměrně 33 km daleko od revíru matky, u samic to bylo pouze 10 km. Z deseti sledovaných samců se přitom pouze čtyřem podařilo úspěšně obsadit nový revír. Tygřice mívají první potomky ve čtvrtém roce života, tygří samci se stávají rodiči obvykle v pěti letech. Samice jsou plodné v průměru šest, nejvýše však dvanáct let. Průměrný věk dožití divoce žijících tygřic je 9 let. Kvůli vysoké úmrtnosti mláďat tak jedna tygřice za svůj život odchová průměrně pouze 4 až 5 mláďat.
Tygři v zajetí se dožívají v průměru 16 až 18 let. Málokdy se dožijí věku 20 až 25 let.

#### Hlasové projevy
Tygři jsou obvykle tiší. Přesto disponují velkou škálou různých zvuků. Nejběžnější je daleko se nesoucí, hluboký řev, znící jako A-o-ung, který je vícekrát po sobě opakován. Tento řev bývá spojován s namlouvacími rituály při páření. Při útoku tygr často vydává zvláštní druh řevu, který lze popsat jako krátké, prudké a velmi hlasité zakašlání. Podobný zvuk vydává tygří samec i při pářícím aktu.

### Potrava
Hlavní potravou tygra jsou velcí savci, které stopuje a po krátkém sprintu skolí. Jedná se především o divoká prasata a jelenovitou zvěř. Menší část potravy pak tvoří malí savci jako zajíci či králíci, ale také ptáci. Tygr je schopen sám skolit i tak mohutné zvíře jako je gaur, největší žijící tur.

#### Spektrum kořisti

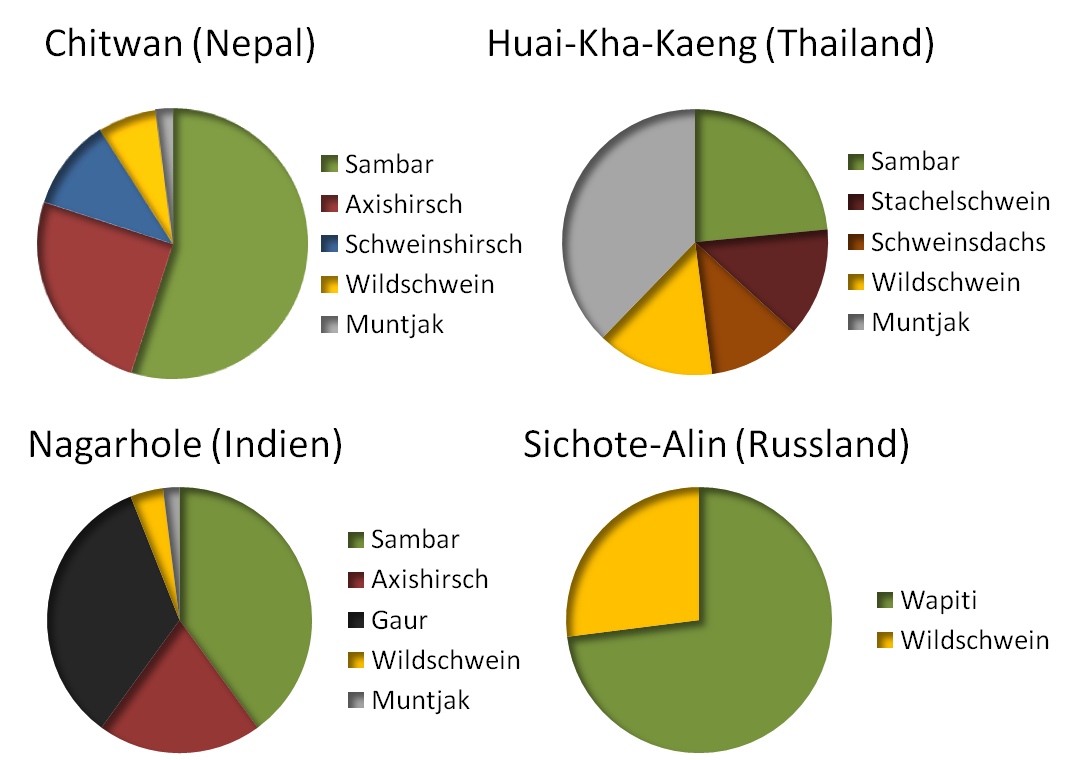
Složení tygří kořisti v různých rezervacích

Nejdůležitější kořistí tygra v celém areálu jeho výskytu jsou divoká prasata a jelenovitá zvěř. V národních parcích na indickém subkontinentu, jako Národní park Čitvan v Nepálu, Národní park Nagarhole či Národní park Kanha v Indii, tvoří velká jelenovitá zvěř (axis, sambar, barasinga) více než polovinu celkového objemu tygří kořisti. Zejména pak v Nagarhole tvoří velký podíl na tygří kosti také obrovský gaur. Mezi další významnou kořist patří v těchto oblastech také divoká prasata a menší jelínci (muntžak), zatímco dikobrazi, zajícovci a languři mají díky své malé velikosti na celkové kořisti jen velmi omezený podíl. V některých oblastech indického subkontinentu tvoří významnou součást kořisti také antilopy, především nilgau.
V thajské přírodní rezervaci Huai Kha Khaeng tvoří tygří potravu převážně sambarové, muntžaci, divoká prasata, dikobrazi a jezevci.
V přírodní rezervaci Sichote-Aliň na ruském Dálném východě se tygři živí téměř výhradně divokými prasaty a jeleny wapiti.

Lze říci, že výskyt tygra ve volné přírodě závisí na existenci dostatečného množství velké kořisti, jako jsou divoká prasata a jelenovitá zvěř. Například areál výskytu vymřelého tygra kaspického se víceméně shodoval s oblastmi výskytu jelena bucharského (Cervus elaphus bactrianus), srnčí zvěře a divokých prasat v říčních údolích jinak suchých oblastí Přední Asie. V Tádžikistánu lovil kaspický tygr i gazely džejran a divoké lišky, ve středoasijských stepích pak i velké antilopy sajgy.

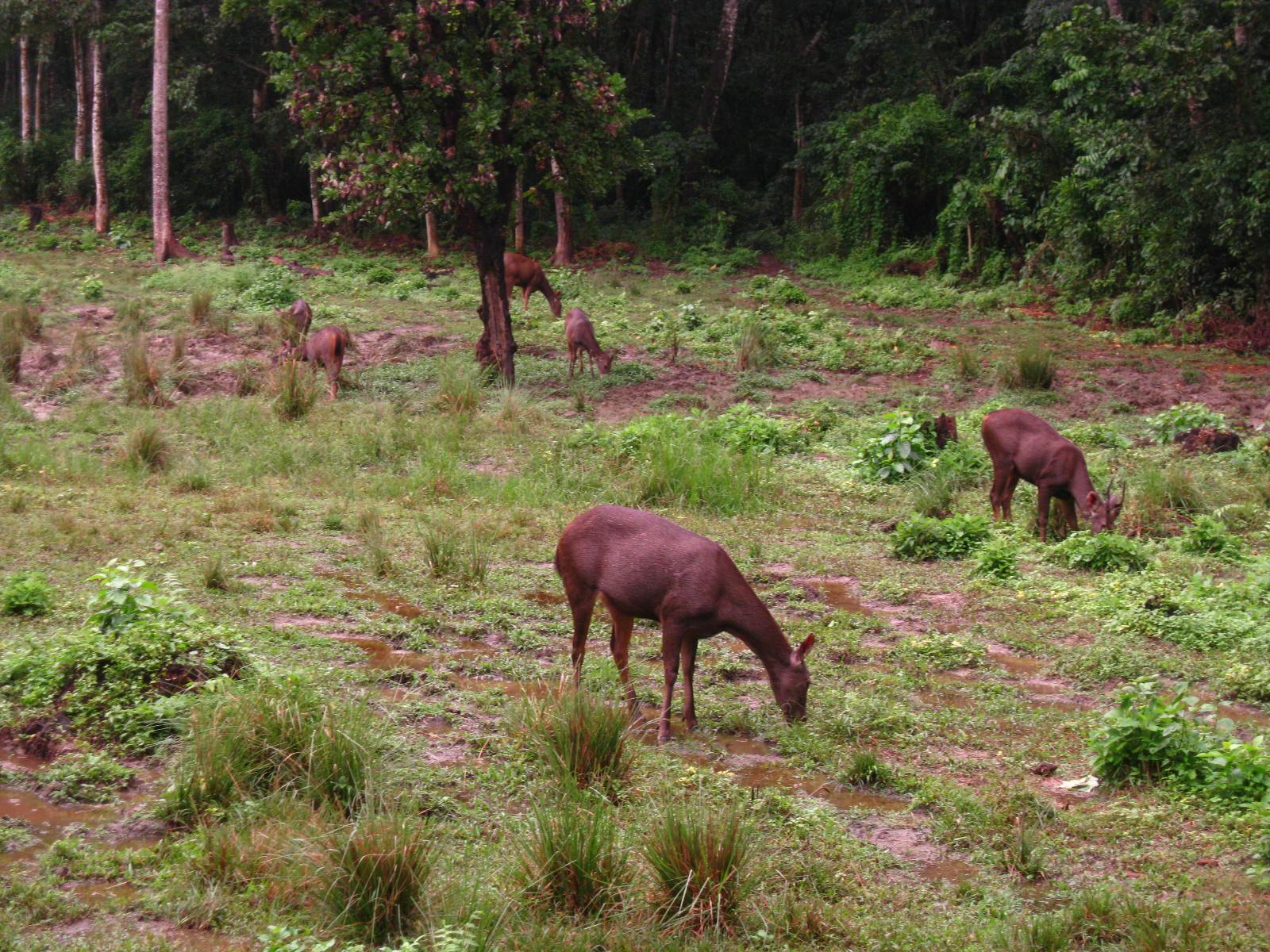
Jelenovitá zvěř, jako zde v národním parku Čitvan, je typickým příkladem tygří kořisti

Tygři dokáží ulovit kořist, která je výrazně převyšuje velikostí i hmotností. V Indii jsou pravidelně pozorovány útoky tygrů na velké tury, jako arni a gaur, přičemž cílem jsou obvykle samice a telata. Příležitostně tygři útočí i na tapíry čabrakové a troufnou si i na mladého nosorožce, pokud se příliš vzdálí od matky. Útoky na slony jsou výjimečné a téměř výhradně jde o útoky na slůňata, existují však i důvěryhodná svědectví o útocích na dospělé samce. V některých oblastech tvoří část tygří kořisti i medvědi. Zatímco indičtí medvědi pyskatí se stávají tygří kořistí jen výjimečně, medvědi ušatí a výjimečně i medvěd hnědý patří mezi potenciální kořist ussurijských tygrů. Na ruském Dálném východě tvoří medvědi zhruba 5 až 8% tygří kořisti. Jsou zaznamenány i případy úspěšného ulovení dospělého jedince medvěda hnědého.
Na ruském Dálném východě loví tygr kromě jelenů wapiti především soby, jeleny sika, kabary, srnce a goraly, příležitostně také rysy, jezevce, zajíce a dokonce tetřevovité ptáky. Podobně i indičtí tygři nepohrdnou menší kořistí jako hlodavci, želvy, ryby a dokonce i kobylky či žáby. Kořistí bývají i masožravci jako krokodýli. Levharti bývají zabíjeni jako potravní konkurenti, jen výjimečně však bývají následně i sežráni. Naproti tomu tygři zkonzumují občas i ovoce nebo trávu. Kanibalismus se vyskytuje, jde však většinou buď o mláďata sežraná cizím samcem nebo o pojídání nalezené mršiny.
Tygr někdy útočí i na hospodářská zvířata. Cílem jsou především psi a větší kopytníci jako kozy, ovce, skot, vodní buvoli, osli a koně. Takovéto útoky jsou obecně výjimkou, především v Indii se však vyskytovali a vyskytují tygři, kteří se na tuto kořist specializovali.

#### Lovecké techniky

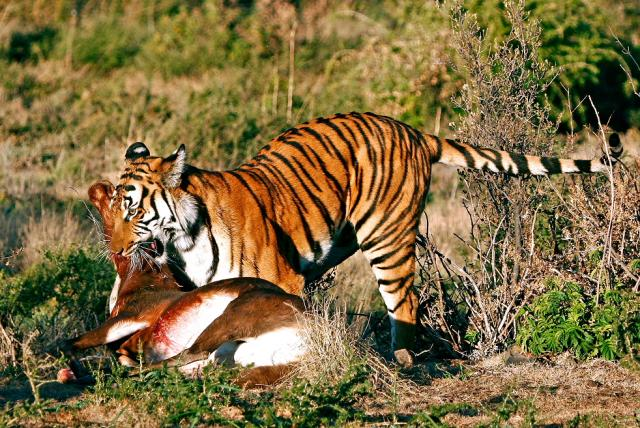
Tygr čínský s ulovenou kořistí. Zvířata jsou v Jižní Africe připravována na znovuvysazení do přírody v původním areálu výskytu v Číně.

Tygři se ke kořisti plíží nebo na ni číhají a vrhnou se na ní po několika skocích či krátkém sprintu. Oproti lvům tygři berou v úvahu směr větru a přibližují se k vyhlédnuté kořisti proti větru. Při tom se snaží co nejlépe krýt a přiblížit se na vzdálenost zhruba 10 – 35 m. Je-li vzdálenost příliš velká a mezi tygrem a kořistí není žádné krytí, tygr čeká, až se kořist sama přiblíží. První fází útoku je obvykle rychlý sprint za kořistí na krátkou vzdálenost. Pokud tygr kořist ihned nedostihne, žene se za ní maximálně 100 až 200 metrů. Pak pronásledování vzdá. Pokud kořist dostihne, velká zvířata se snaží srazit k zemi silou nárazu. Útočí tlamou na hrdlo, zespodu nebo ze strany. takto bývá oběť často zardoušena. Tlapy používá k přidržení oběti. Menší zvířata jsou obvykle zabita překousnutím vazu. Občas tygr útočí i na krk většího zvířete, s cílem prokousnout obratle. Opravdu velká zvířata, jako velcí tuři, však takto jen těžko mohou být zabiti, proto na ně tygři útočí kousanci do hrdla či tlamy. Divocí tuři a mladí sloni bývají napadáni i zezadu na nohou, s cílem překousnout šlachy a zvířeti znemožnit pohyb. Při útoku na medvěda útočí tygr pravděpodobně zezadu na krk, přičemž se snaží prokousnout krční obratle. I při útoku na dospělého slona musí tygr útočit zezadu, aby se vyhnul klům a chobotu. Takový útok je však výjimečný. Tygři v takovém případě obvykle spolupracují. Jeden odláká pozornost slona, zatímco druhý zaútočí zezadu. Po skoku na hřbet se snaží tygr slona zranit kousanci. Takovýto útok se několikrát opakuje, což u slona vede k vyčerpání a velké ztrátě krve.

#### Zacházení s ulovenou kořistí, krmení, potravní nároky

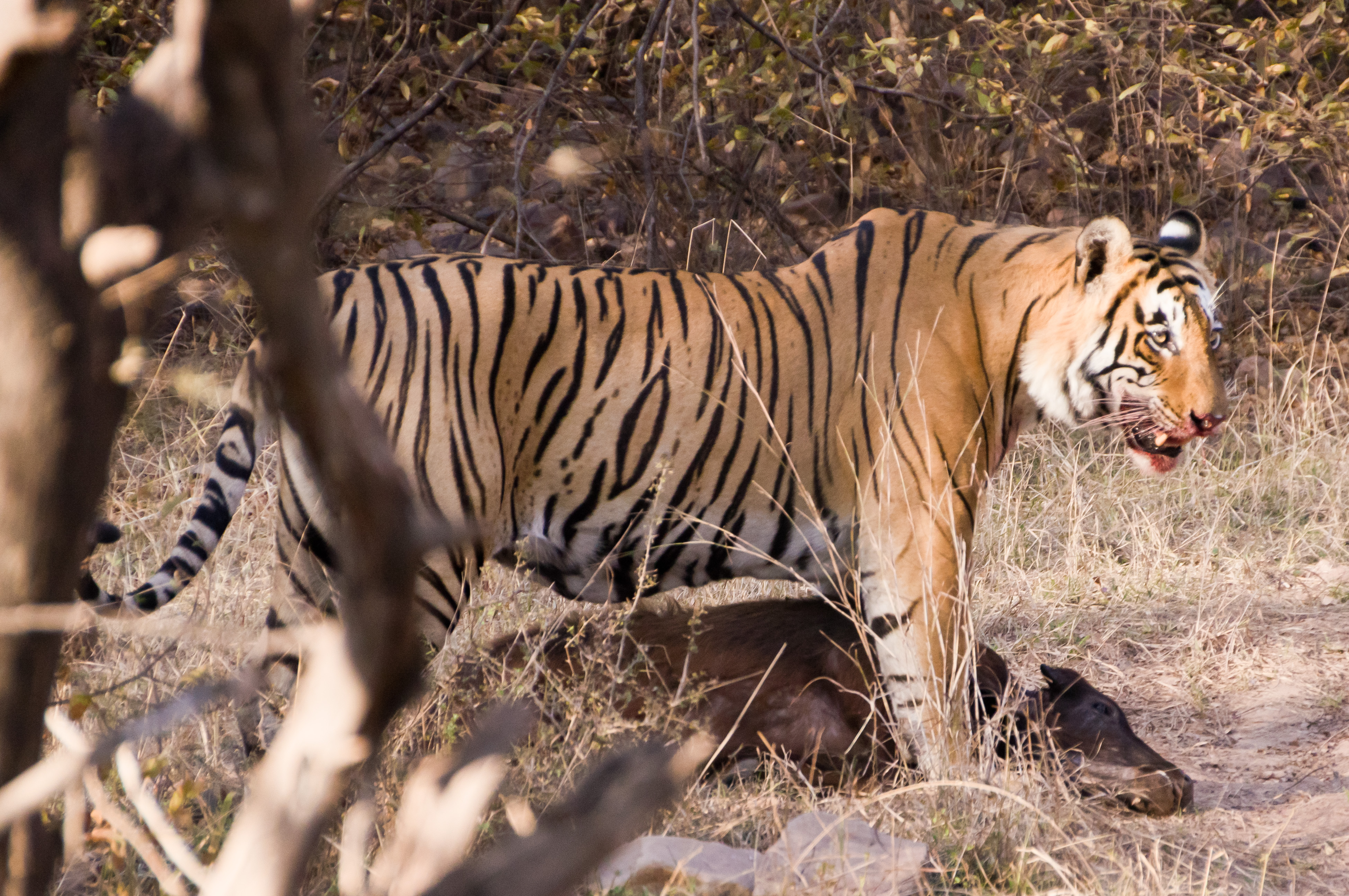
Tygr v národním parku Ranthambore s uloveným mládětem vodního buvola

Ulovenou kořist si obvykle tygr odtáhne do vyhlédnutého úkrytu, přičemž i několikasetkilové kusy dospělé zvěře mohou být odtaženy stovky metrů daleko. Tygři obvykle začínají požírat kořist od kyčlí, zatímco lvi nejprve otevřou břicho. Během požíraní kořisti nebo po něm tygr pije. Obvykle se zdržuje v blízkosti kořisti, dokud jí celou nezpracuje. Pokud se musí vzdálit od svého úkrytu, zakryje ho listím a větvemi. Z větší kořisti obvykle zůstane hlava a nohy. Tygr je schopen sežrat při jednom krmení 18 až 27 kg masa, v extrémních případech možná až 40 kg.
Tygří samice spotřebuje denně zhruba 5–6 kg masa. Jelikož z uloveného kusu lze spotřebovat v průměru 2/3, musí ulovit za jeden rok kořist o celkové hmotnosti zhruba 2400 až 2850 kg. To odpovídá zhruba jednomu sambarovi o hmotnosti 200 kg každé čtyři týdny nebo jednomu muntžakovi každé dva až tři dny. Během výchovy mláďat je spotřeba masa zhruba o 50 % vyšší. Samice tygra ussurijského, která se stará o mládě, potřebuje zhruba 5000 kg masa za rok, což odpovídá zhruba 50 kusům větší kořisti o průměrné hmotnosti 100 kg.
Po krmení se tygr pomocí jazyka očistí od krve a další špíny. Hlava se "omyje" přední tlapou, která je přitom pravidelně olizována a čištěna. I v době odpočinku si tygr příležitostně čistí srst.

#### Exkrementy
Výkal tygra je podlouhlý a má 35 až 40 mm v průměru. Je obvykle hnědé až černé barvy a sestává z polotuhé smolovité hmoty, pokud se strava skládala především z masa nebo krve. Ve stolici se často nacházejí nestrávené zbytky jídla, například chlupy či kosti.

#### Lidožraví tygři
Útoky tygra na člověka jsou poměrně časté v Sundarbans, v oblasti ganžské delty. V jiných oblastech Indie jsou vzácné, jinde pak zcela výjimečné. Ještě kolem roku 1980 bylo v Sundarbans roztrháno tygry průměrně 100 lidí za rok. Tygr se lidem obvykle vyhýbá, někdy se však tygr z neznámých důvodů stane „lidožroutem“. Jedním z důvodů může být například zranění, které tygrovi nedovolí v dostatečné míře lovit jeho přirozenou kořist. Tygr se pak může zaměřit právě na lov člověka, který je pomalejší a méně bojovný, než většina zvířat, které tygr normálně loví. Tygr, na rozdíl od levharta, jen zcela výjimečně zavítá do lidských sídlišť, zabíjí lidi mimo vesnice, například dřevorubce či sběrače medu.

### Přirození nepřátelé

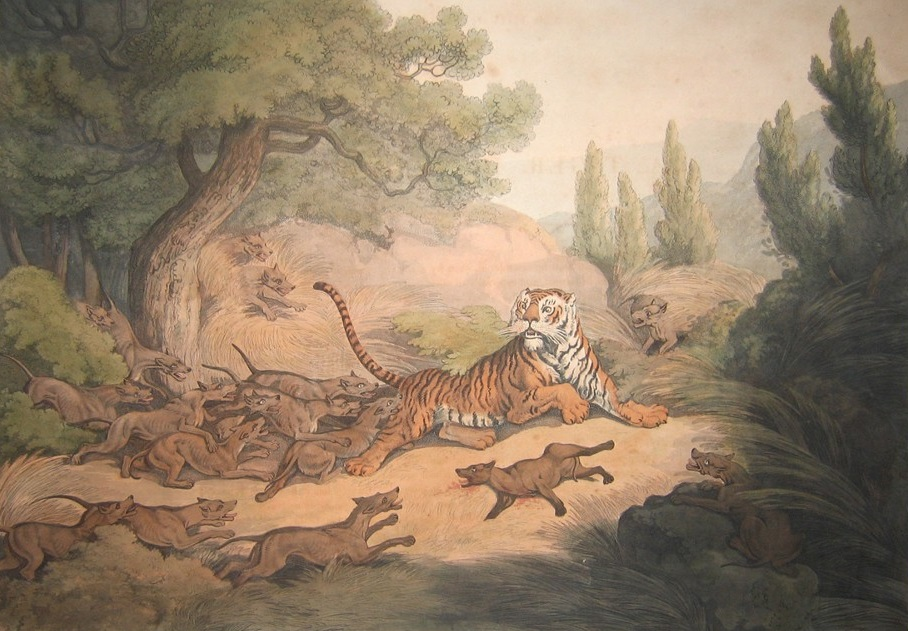
Ilustrace zobrazující útok dhoulů na tygra

Tygr vzhledem ke své velikosti a síle nemá téměř žádné přirozené nepřátele. Smečka dhoulů je schopna tygra skolit, to se ovšem týká pouze mladých, či naopak starých a nemocných jedinců. Za skutečného protivníka nelze dhouly považovat. Vlci se tygrovi vyhýbají. Koťata a nedospělí tygři se občas stávají kořistí medvěda hnědého. Dospělý tygr obvykle uhne medvědovi z cesty. Jako potenciální nepřítel ještě připadá v úvahu lev, který dorůstá podobné velikosti a loví ve smečkách. Dnes se ovšem areály výskytu těchto šelem nepřekrývají, takže si vzájemně nekonkurují. Každá šelma také upřednostňuje jiný biotop, lvi dávají přednost otevřenému prostředí. I tygři trpí parazitárními onemocněními, ale nemoci divokých tygrů nebyly doposud důkladněji zkoumány.

## Tygři v kultuře
V evropském a africkém kulturním prostoru je „králem zvířat“ lev. V asijských kulturách přebírá toto postavení tygr. Patří mu přívlastky jako „pán džungle“, „car tajgy“ či „vládce zvířat“. V některých východních kulturách měl tygr dokonce božské postavení. V západních kulturách je tygr naproti tomu obvykle líčen jako krvelačné a nebezpečné zvíře. Dnes je tygr díky své vznešené kráse a eleganci jedním z nejznámějších a nejobdivovanějších divokých zvířat. Jakožto symbol divočiny má sympatie veřejnosti, což napomáhá jeho ochraně. Zájem médií pomáhá záchranným projektům získávat podporu i přijetí mezi lidmi. Z popularity tygrů pak mohou následně profitovat i další druhy, žijící v jejich biotopech.

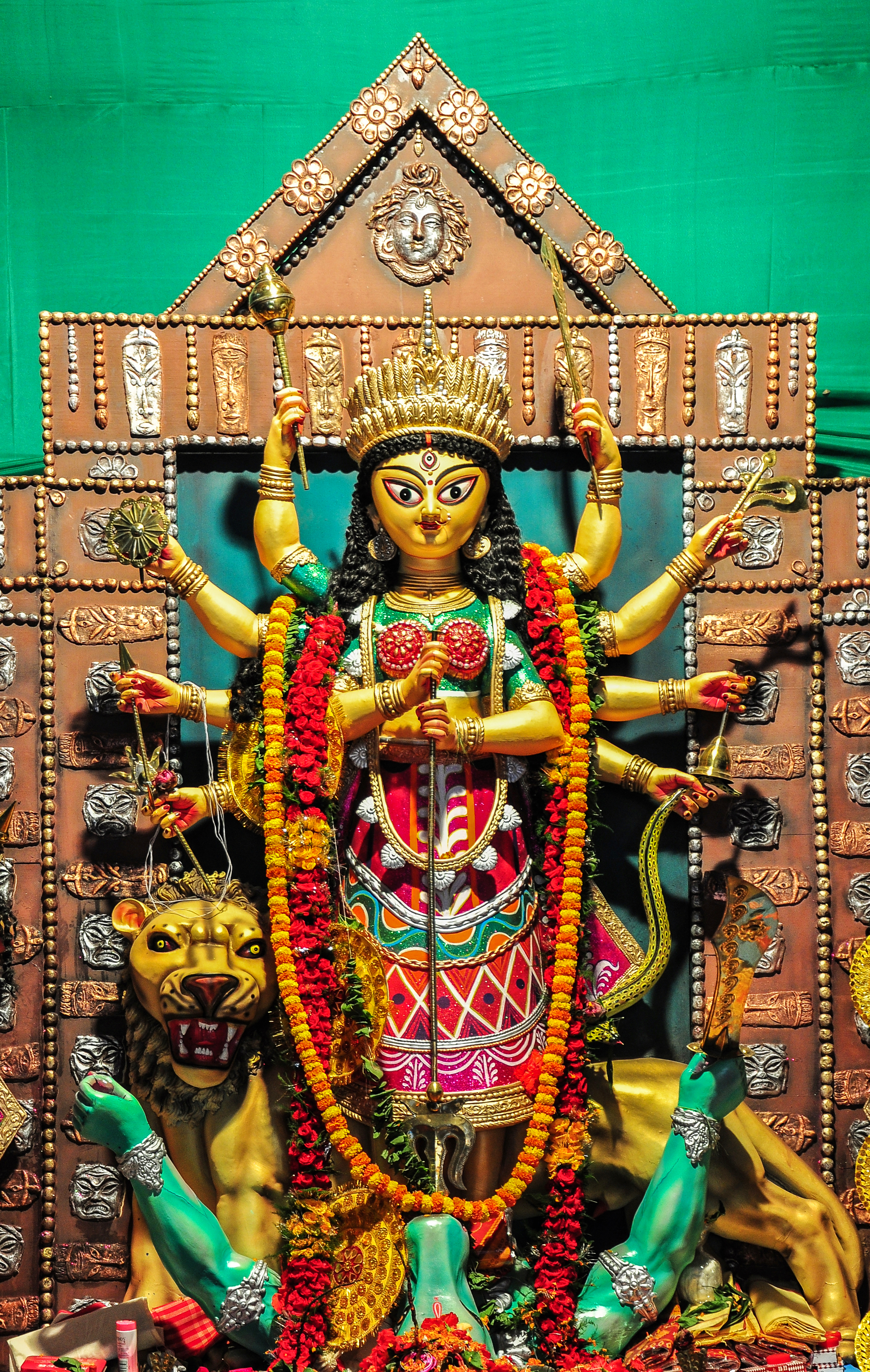
Socha bohyně Durga v chrámu Durga, Burdwan.

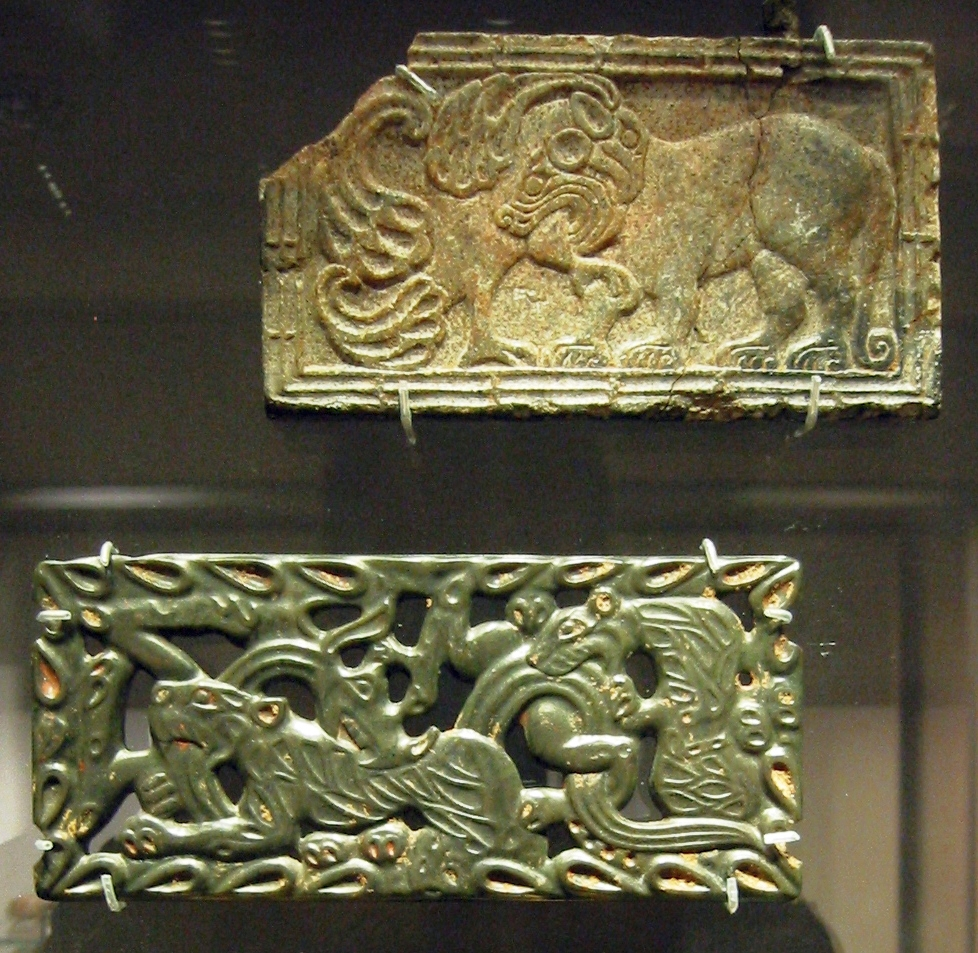
Čínské jadeitové desky s vyobrazením tygra, 4. až 3. století př. kr.

Síla, mohutnost a lovecké schopnosti tygra udivovaly člověka od nepaměti. Nejstarší známá vyobrazení tygrů pocházejí ze sídel v údolí Indu z doby zhruba před 5 000 lety. Jsou tak výrazně mladší, než nejstarší zobrazení lvů, která jsou až 30 000 let stará. V hinduismu, který se na indickém subkontinentu rozšířil po příchodu árijských národů, má tygr zásadní význam. Například bohyně Durga jezdí na tygrovi, Šiva zase sedává na tygří kůži. I v buddhismu si tygr našel svojí úlohu a jeho zobrazení zdobí různé chrámy a svatyně.
Jak již bylo zmíněno, ve východních kulturách, především v oblastech Indie a Číny, má tygr podobné postavení jako lev na západě. Častým námětem protoindických maleb z doby zhruba 2 000 let před Kristem je hrdina bojující se dvěma tygry. Je zde jistá podobnost se sumerským Gilgamešem. Tygr je častým motivem i v umění skytských národů obývajících prostory střední Asie v době mezi roky 1000 a 500 př. n. l. V umění mezopotámských a maloasijských národů se naopak tygr neobjevuje. Ve staroíránském umění je tygr vyobrazován pouze vzácně, přestože se na tomto území prokazatelně vyskytoval. Pro starověké Řecko, a tím i Evropu, objevil tygra až Alexandr Veliký při svém tažení do Asie v letech 330-325 př. n. l. O něco později se dostal první tygr do Athén, jako dar vládce Seleuka I. V tomto období se na Balkáně ještě poměrně hojně vyskytovali lvi, což vysvětluje, proč jsou západní kultuře bližší než tygři.
Ve starověkém Římě byli tygři využíváni k boji v arénách. První tygr v Římě byl darem císaři Augustovi z Indie v roce 19 př. n. l. Na svatbě císaře Heliogabala bylo předvedeno a zabito celkem 51 tygrů. O tomto císaři se také uvádí, že když byl přestrojen za boha Bakcha, nechal svůj vůz táhnout tygry. V arénách se však tygři objevovali výrazně méně často než lvi.
I proto, že v Bibli jej nenajdeme, upadl v Evropě tygr v raném středověku v zapomnění. Znovu jej pro Evropany objevil až Marco Polo při své výpravě do Činy. Tygry spatřil na Kublajchánově dvoře. Popsal je však jako lvy, větší než babylonské, s černými, bílými a červenými pruhy. První tygr od dob starověkého Říma, který se dostal do Evropy, byl pravděpodobně tygr na dvoře vévodkyně Savojské v Turíně, kam byl dovezen roku 1478. Krátce poté se začali objevovat tygři i na dalších šlechtických dvorech Evropy.
Nejznámějšími tygry v literatuře jsou zřejmě „Šér Chán“ z Knih džunglí anglického spisovatele Rudyarda Kiplinga a „Tygr“ z Medvídka Pú amerického spisovatele A. A. Milneho. Muž v tygří kůži od Šoty Rustaveliho je národním eposem Gruzie. Báseň Williama Blaka „Tygr“ je jednou z nejznámějších básní anglického romantismu. V roce 2002 získal Yann Martel za román Pí a jeho život, kde tygr hraje klíčovou roli, Bookerovu cenu.
| Tygře, tygře planoucí lesem černým za noci, čí ruka nesmrtelná stvořila krásu tak děsivou? |
| William Blake: Tygr (úryvek básně)                                                         |

V Číně je tygr symbolem západu, podzimu a udatnosti. Je v pořadí třetím znamením čínského zvěrokruhu. Každý 12. rok je v čínské kultuře rokem tygra.

Státní znak Malajsie

Již více než 1500 let má tygr jakožto symbol síly zásadní význam v tradiční čínské medicíně. Tygří orgány, obvykle zpracované do formy prášku, mají pomáhat proti neduhům jako revma či impotence. Poptávka po těchto produktech je stále vysoká a nabízené ceny jsou značné, což výrazně podporuje nelegální lov divokých tygrů. Právě pytláctví je jednou z hlavních příčin ohrožení těchto šelem.
Jižní Korea zvolila tygra za symbol XXIV. letních olympijských her v Soulu v roce 1988. Tygr také zdobí několik státních znaků, například Malajsie. Silné, rychle rostoucí ekonomiky se označují přízviskem „ekonomičtí tygři“.
Zatímco stavy divokých tygrů stále klesají, značné množství zvířat je chováno v zajetí. Počet těchto jedinců je odhadován až na 11 000. Z toho zhruba 1 000 připadá na různé zoologické zahrady, především v Evropě, USA a Japonsku. Velké množství zvířat je v držení různých soukromých subjektů, v USA může jít až o 5 000 jedinců, dalších 5 000 pak ve zbytku světa, především v Číně. Například v tygřím parku v čínském Charbinu je chováno kolem 800 tygrů.